# Materfer

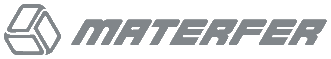
1980年代に誕生したMaterferのロゴマーク

Materferは、アルゼンチンのコルドバ市に所在する鉄道車両メーカーである。スペイン語での名称Material Ferroviario S.A. (訳 : 鉄道車両会社) の略である。1950年代後半に、イタリアのフィアットとそのアルゼンチンにおけるコンソーシアムであるフィアット・コンコルドにより設立され、長い間フィアットの子会社であった。そのため長い間FIAT Materferと呼ばれていた。

## 操業開始から破産までの製品
アルゼンチンの鉄道事業者であったアルゼンチン国鉄の老朽化した車両の代替新造と部品の生産をアルゼンチン国内で実現させるために創業された。
- 1958年に工場の建設が始まった。
- 1962年に初めての気動車ユニット(DMU)であるFIAT 7131を親会社の系列であるイタリアのフィアット・フェロヴィアリアとともに製造した[3]。非貫通先頭車の先頭はアメリカの名車パイオニア・ゼファーをモデルにしたと言う流線型のデザインである。分割・併合を容易にするための貫通扉が付いた先頭車両も製造した。1編成（ユニット）は2~6両と幅広い構成をする事が出来、"Fiat Chancha"という愛称で親しまれている。

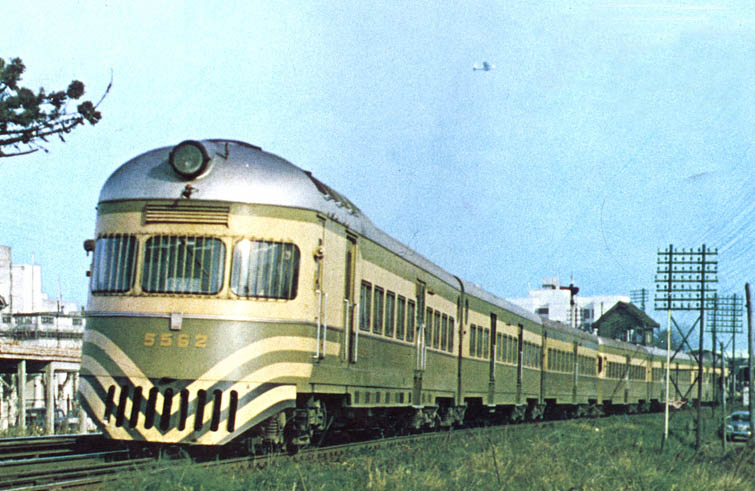
FIAT 7131

- 1956年から1968年にかけて、上記FIAT 7131と同様にイタリアの親会社の系列であるフィアット・フェロヴィアリアを始めとする企業と協同で"GAIA"型ディーゼル機関車の部品を製造した[4]。

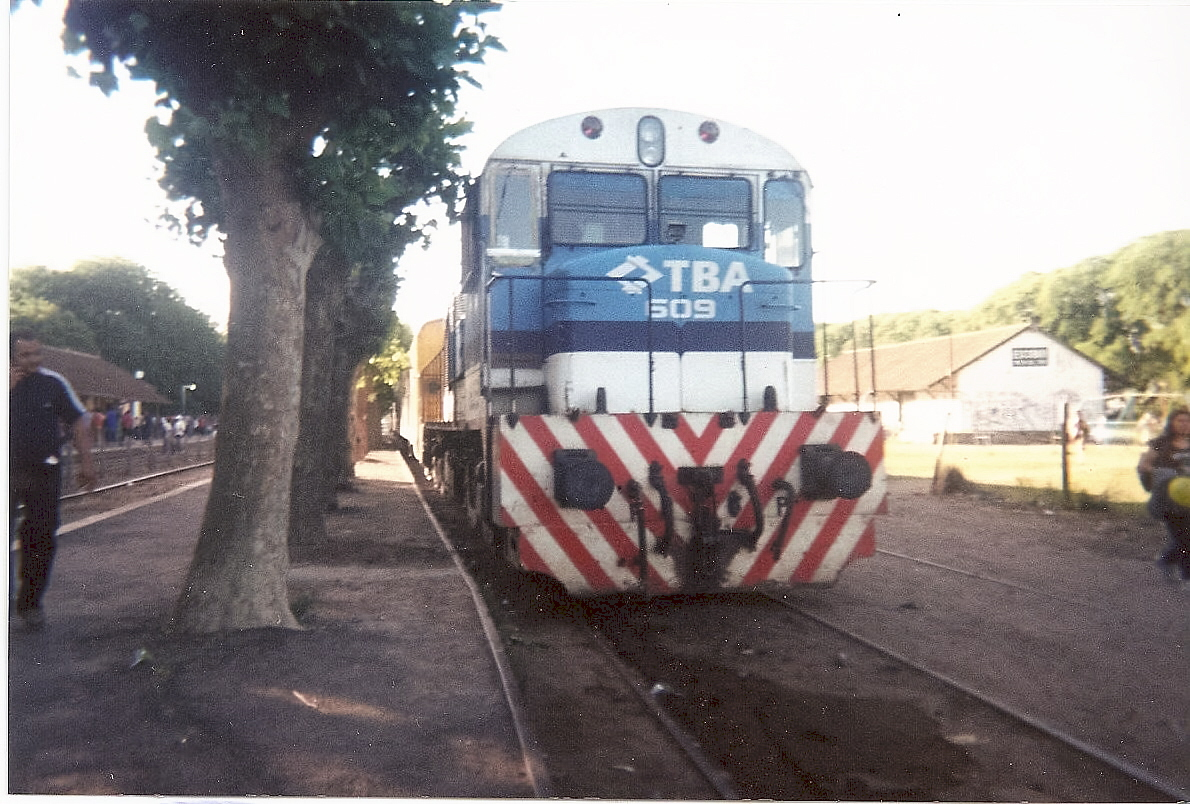
"GAIA"ディーゼル機関車

- 1980年代には客車換算で日産1両の割合で各種国内向け鉄道車両を生産し、一時は約2500人の従業員を擁した。

### 客車

#### 1676 mm（広軌）用客車
一般の旅客車は車端の小さな丸い窓（車両によりトイレ窓）が特徴。近郊形客車およびTurista（3等）客車は革張りの転換クロス式、Primera（2等）客車は革張りのリクライニングシートを備えるが、後年になってプラスチック製の座席へ交換された車両も存在し、特に近郊形客車はこれに該当する。

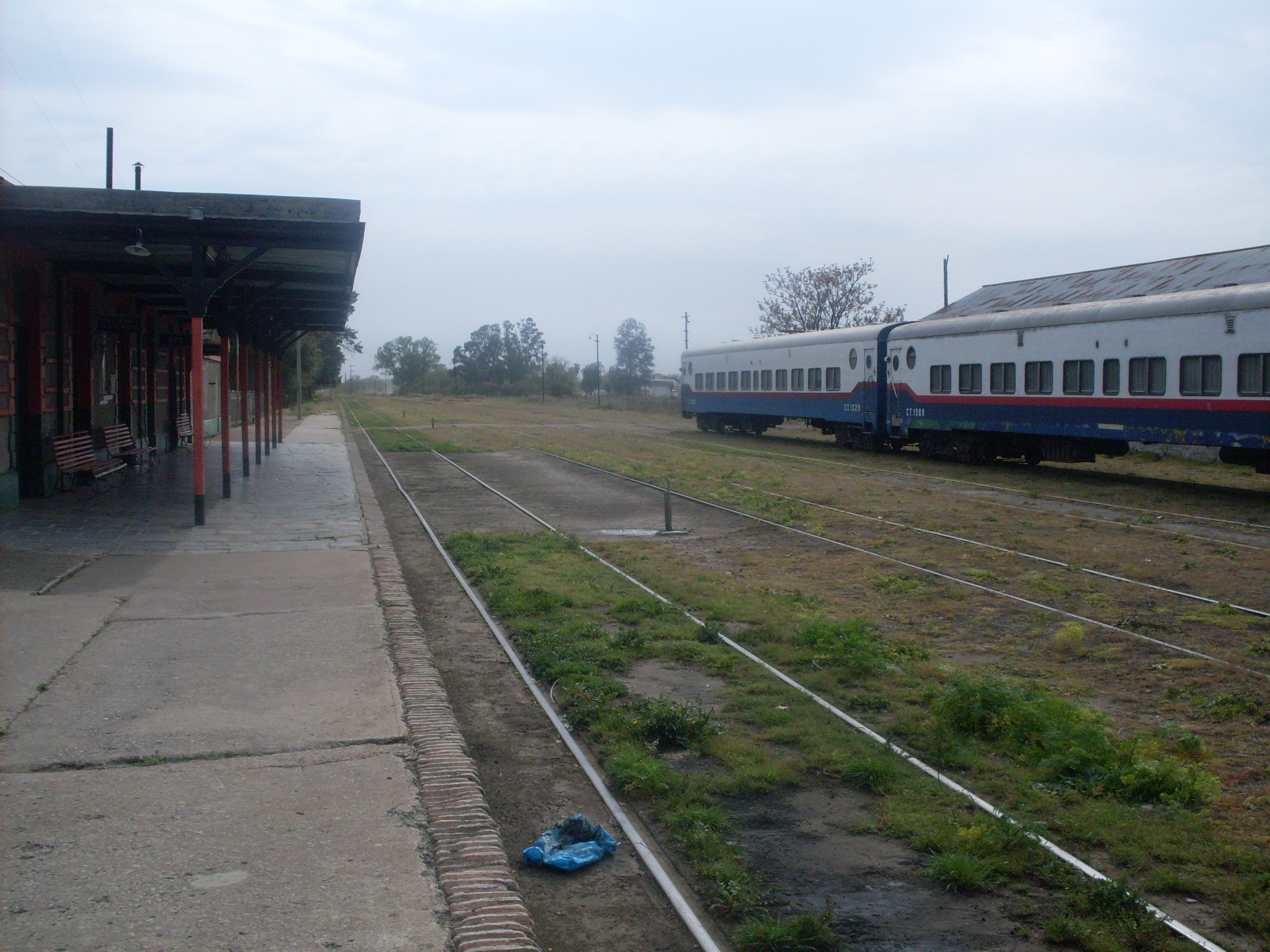
Turista客車
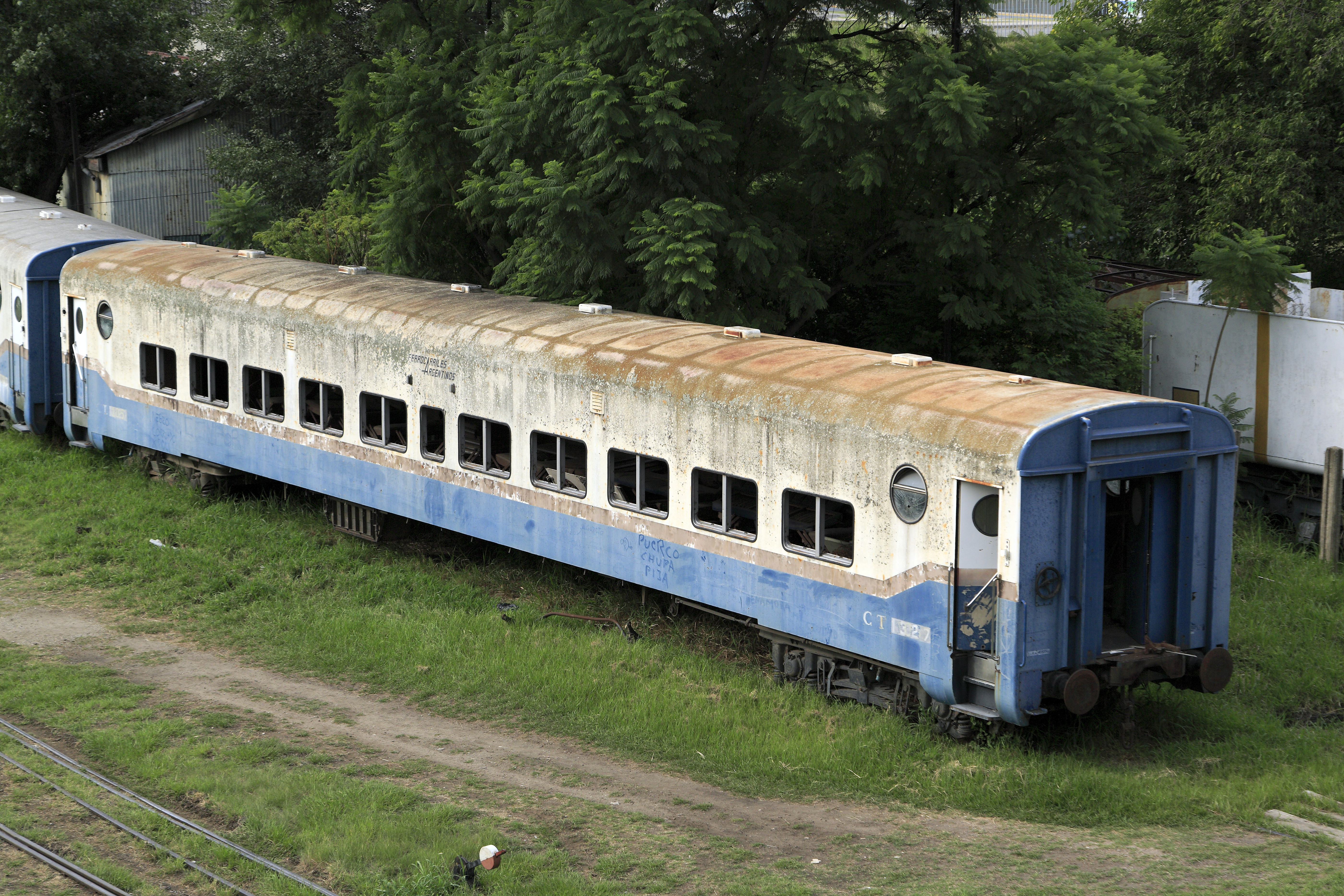
Turista客車 写真は休廃車の車両
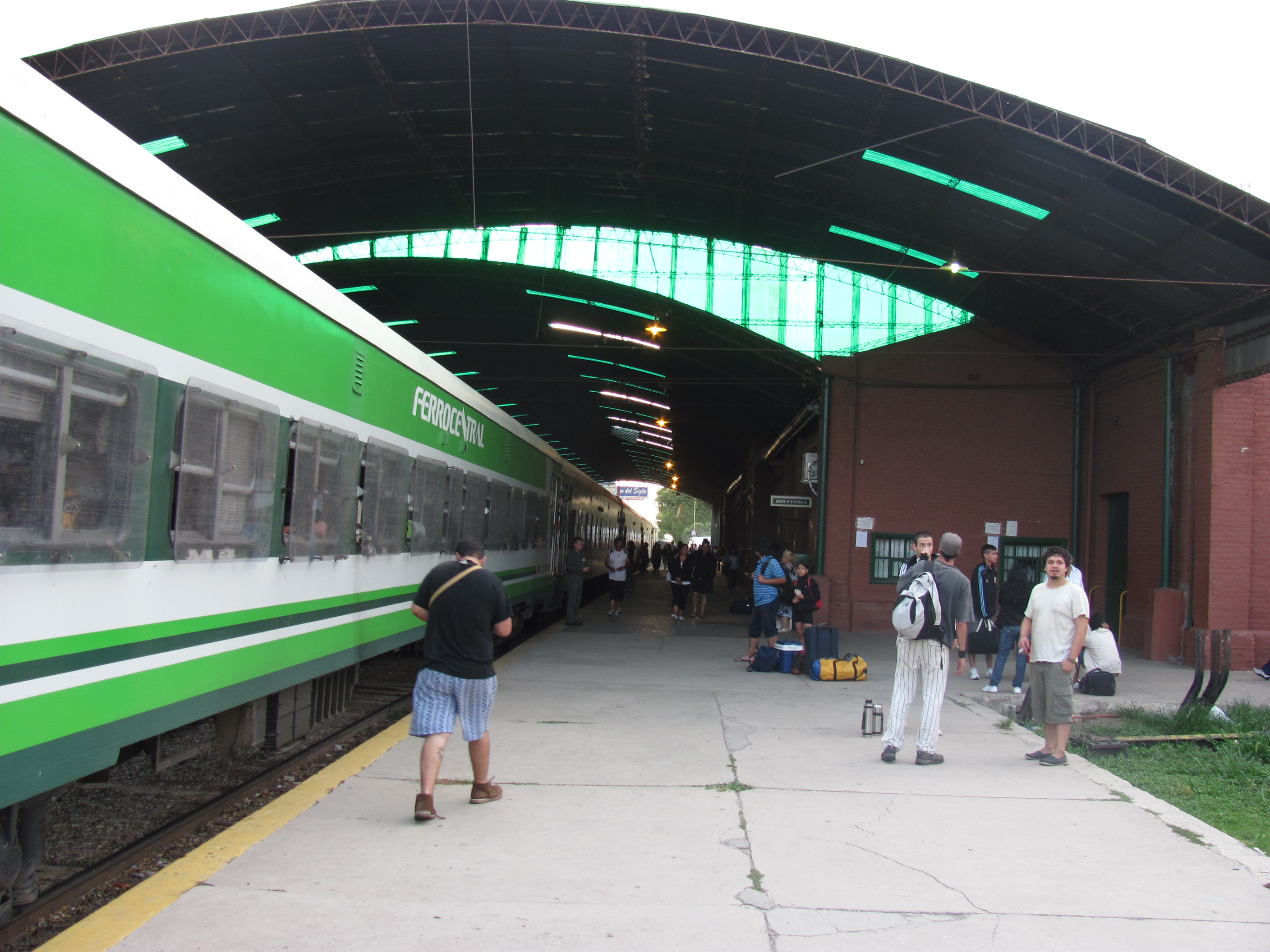
Turista客車
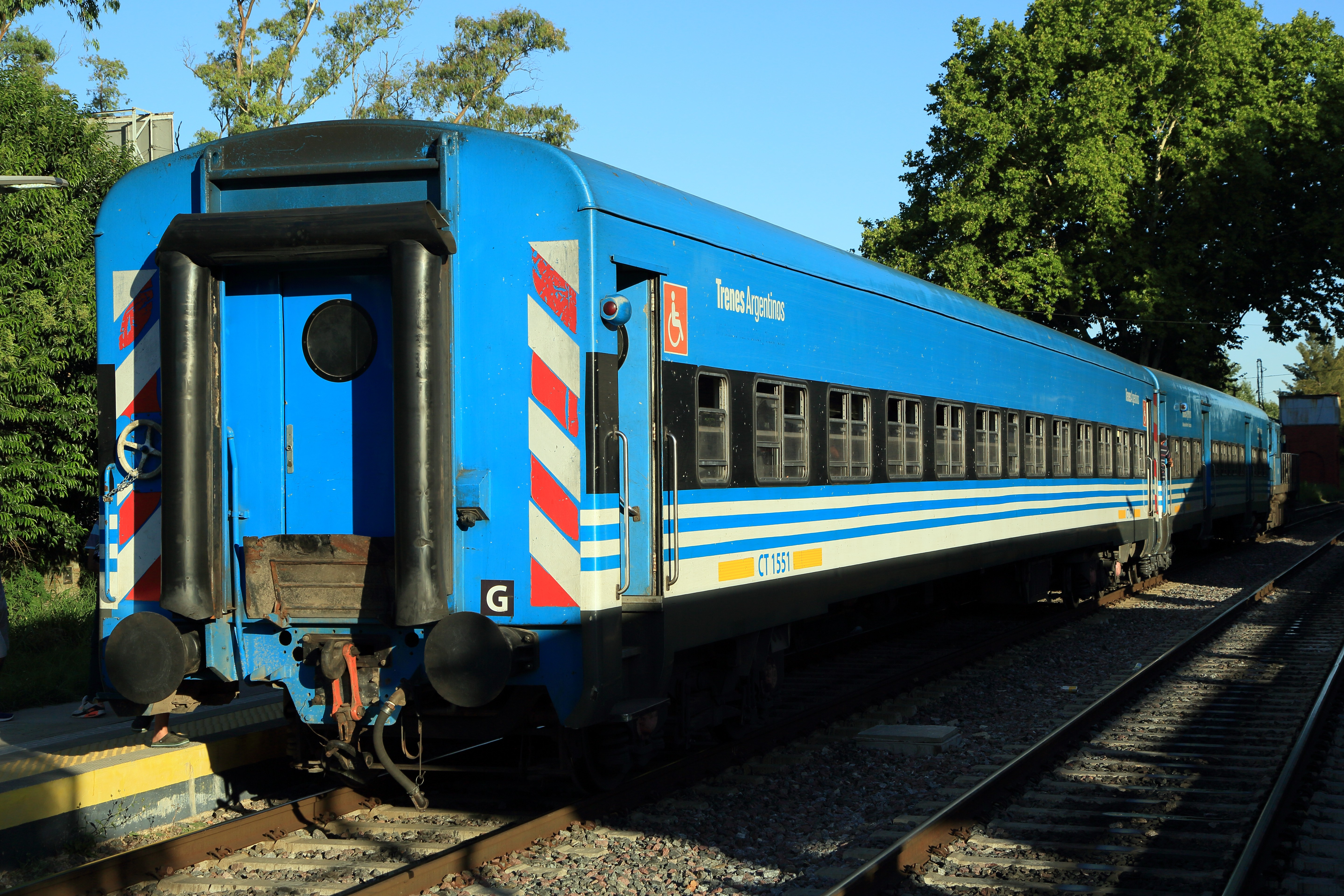
Turista客車 近郊区間用としてトイレを撤去し更新した車両
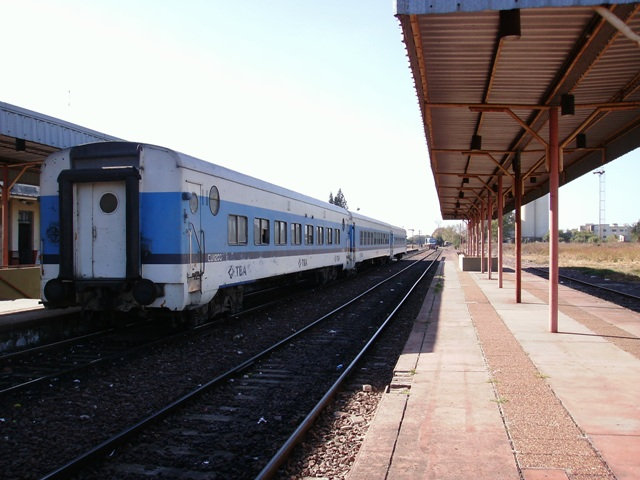
Turista客車 もと1435 mm（標準軌）用車両のため、窓割りが異なる
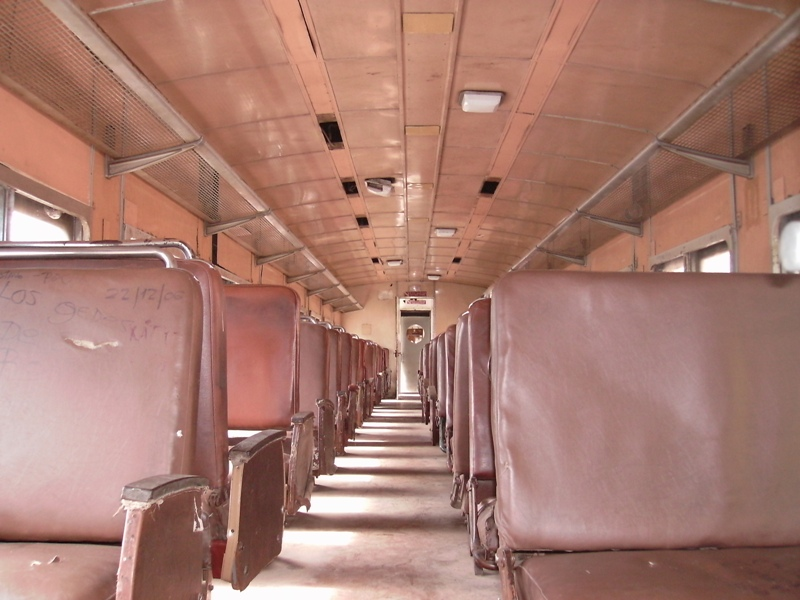
Turista客車の車内
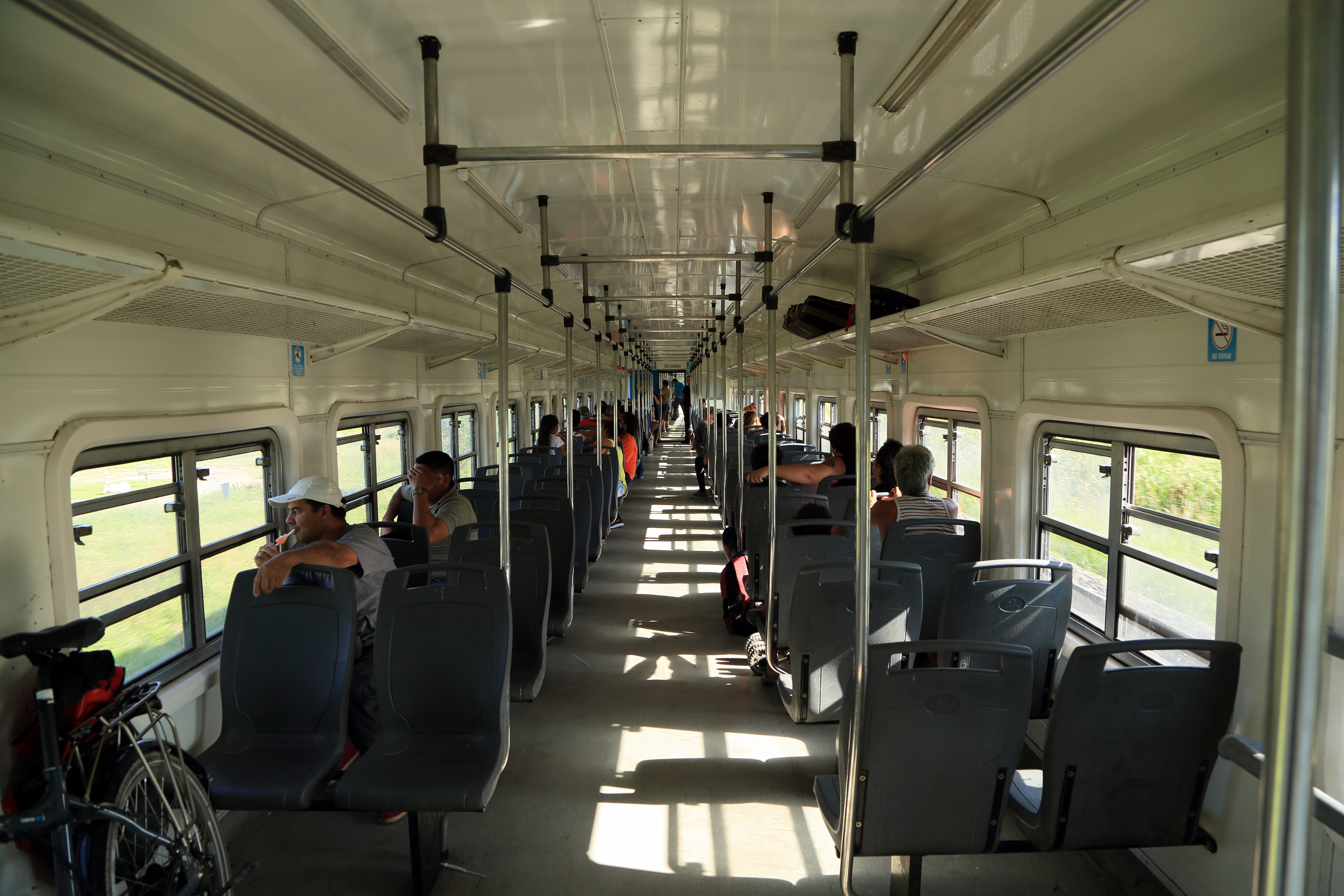
Turista客車の車内 近郊区間用として更新された車両
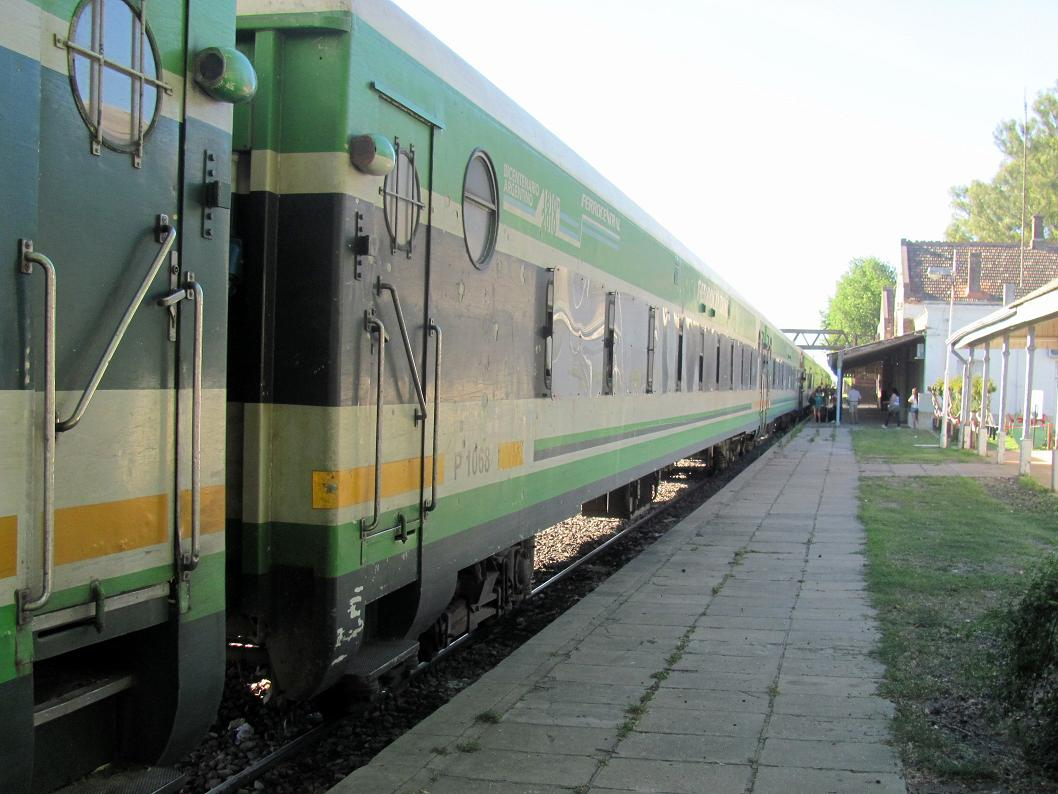
Primera客車 窓割りがTurista客車と異なる
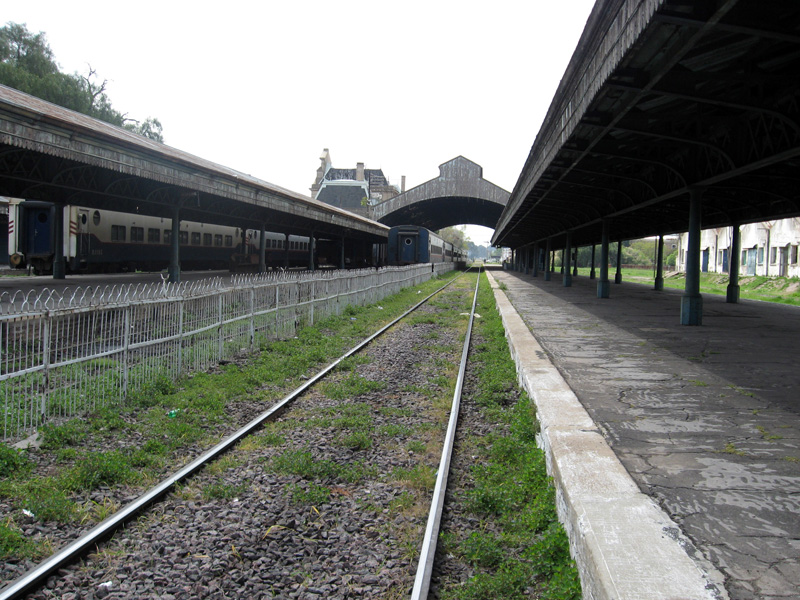
バイアブランカ南駅に留置中のPrimera客車
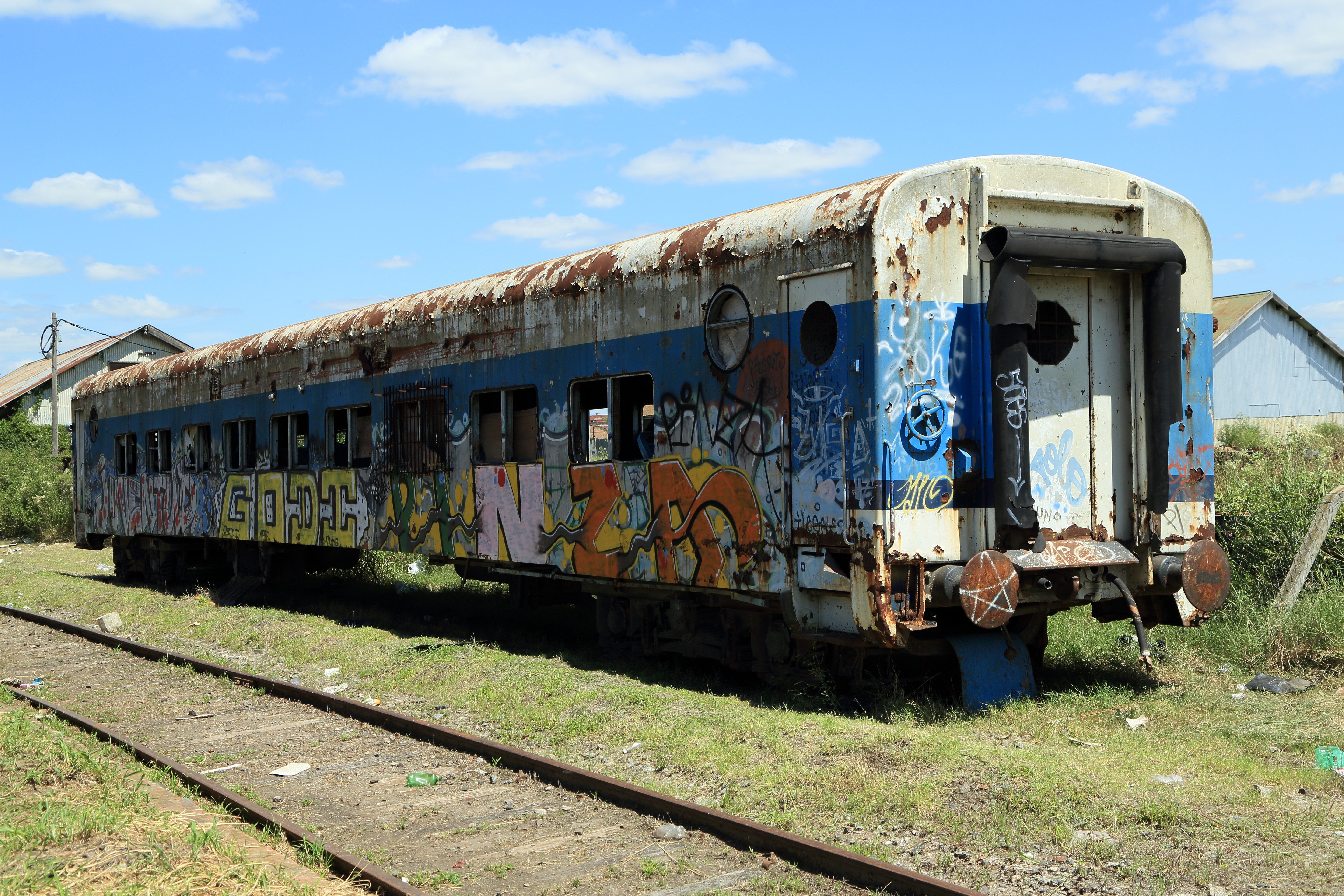
Primera客車 写真は休廃車の車両
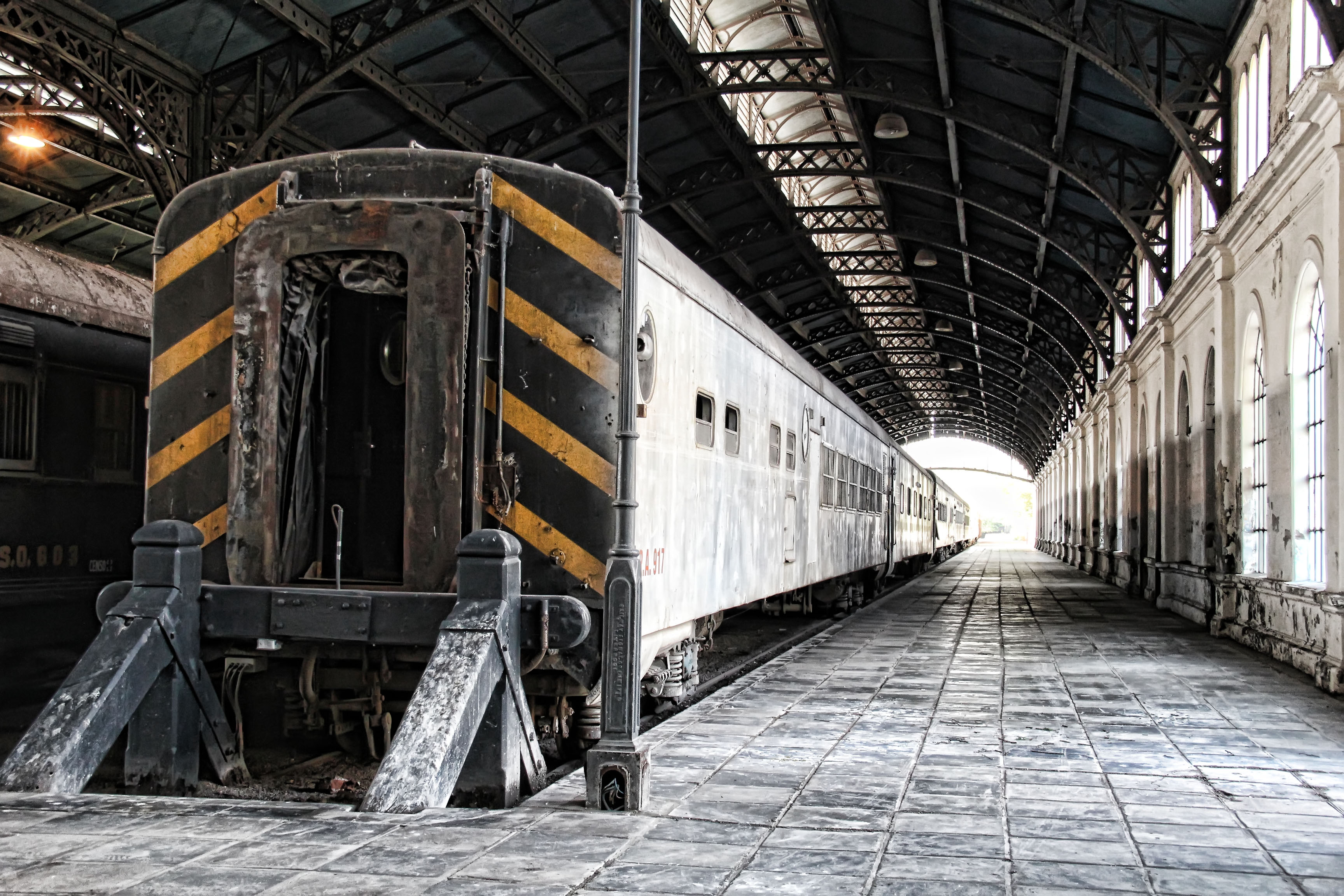
食堂車
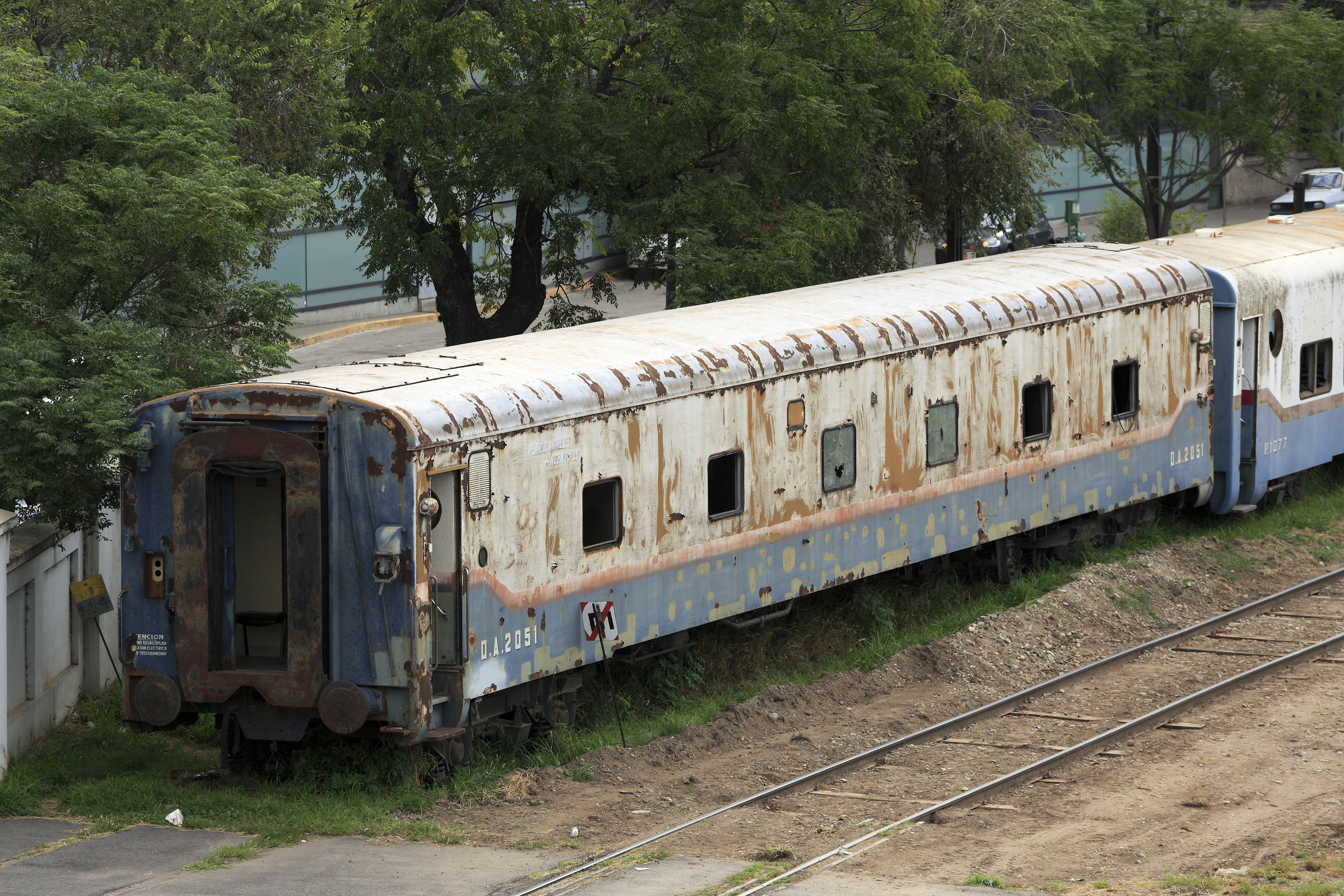
寝台車 写真は休廃車の車両
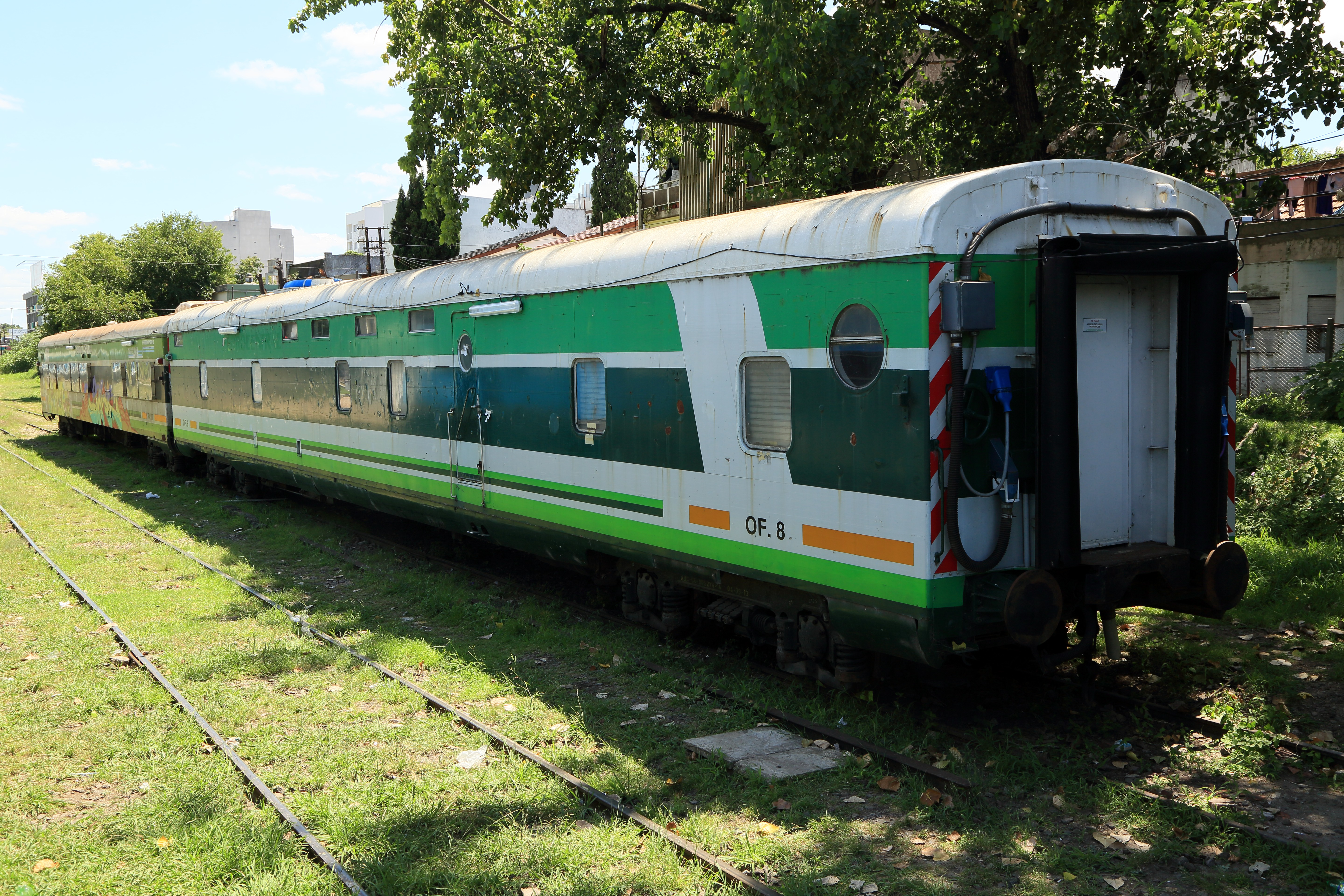
職用車
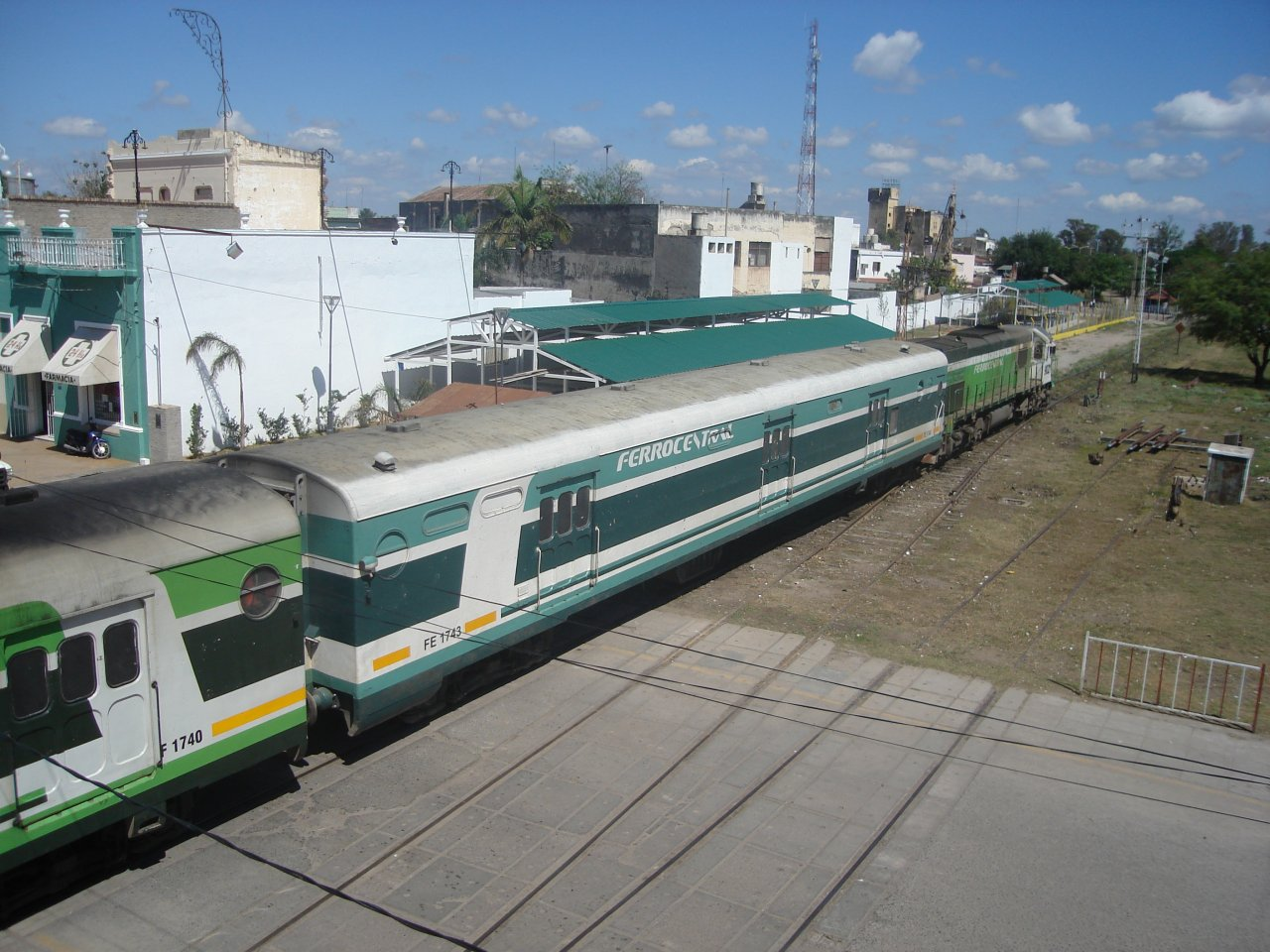
荷物・電源車
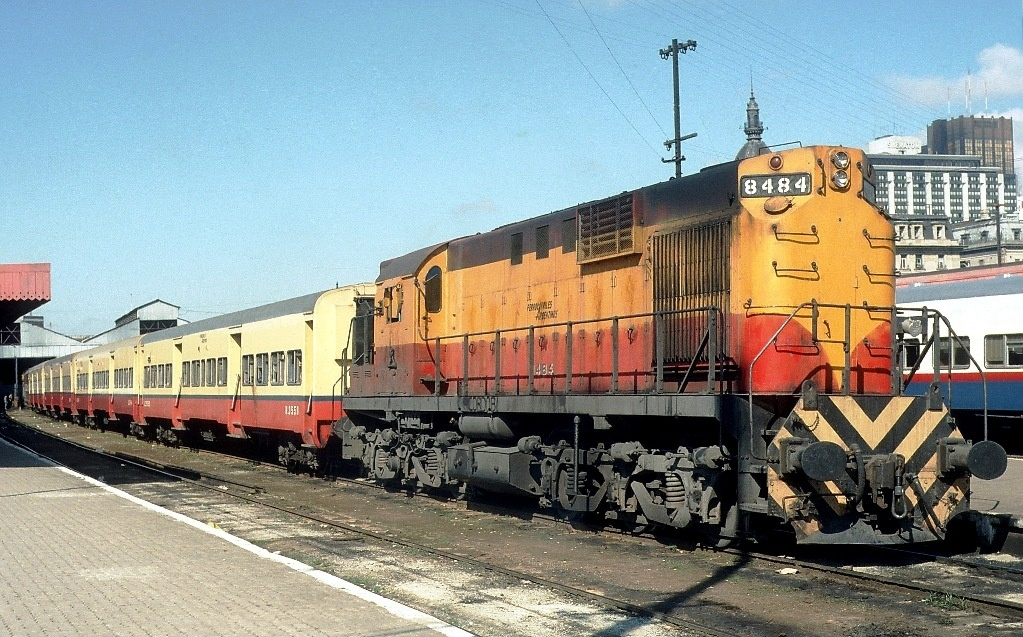
近郊形客車 ディーゼル機関車に牽引される編成
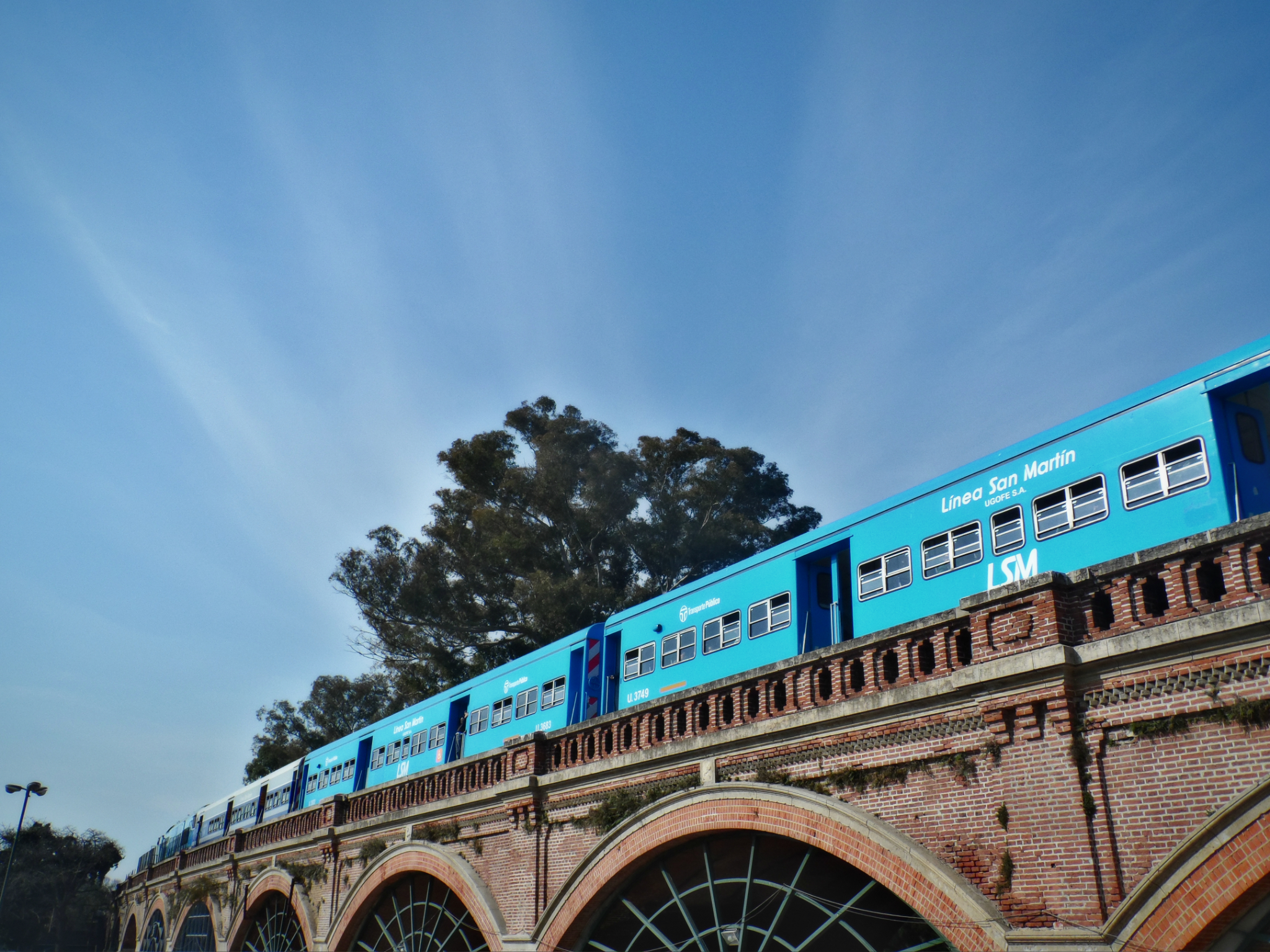
近郊形客車 更新された車両
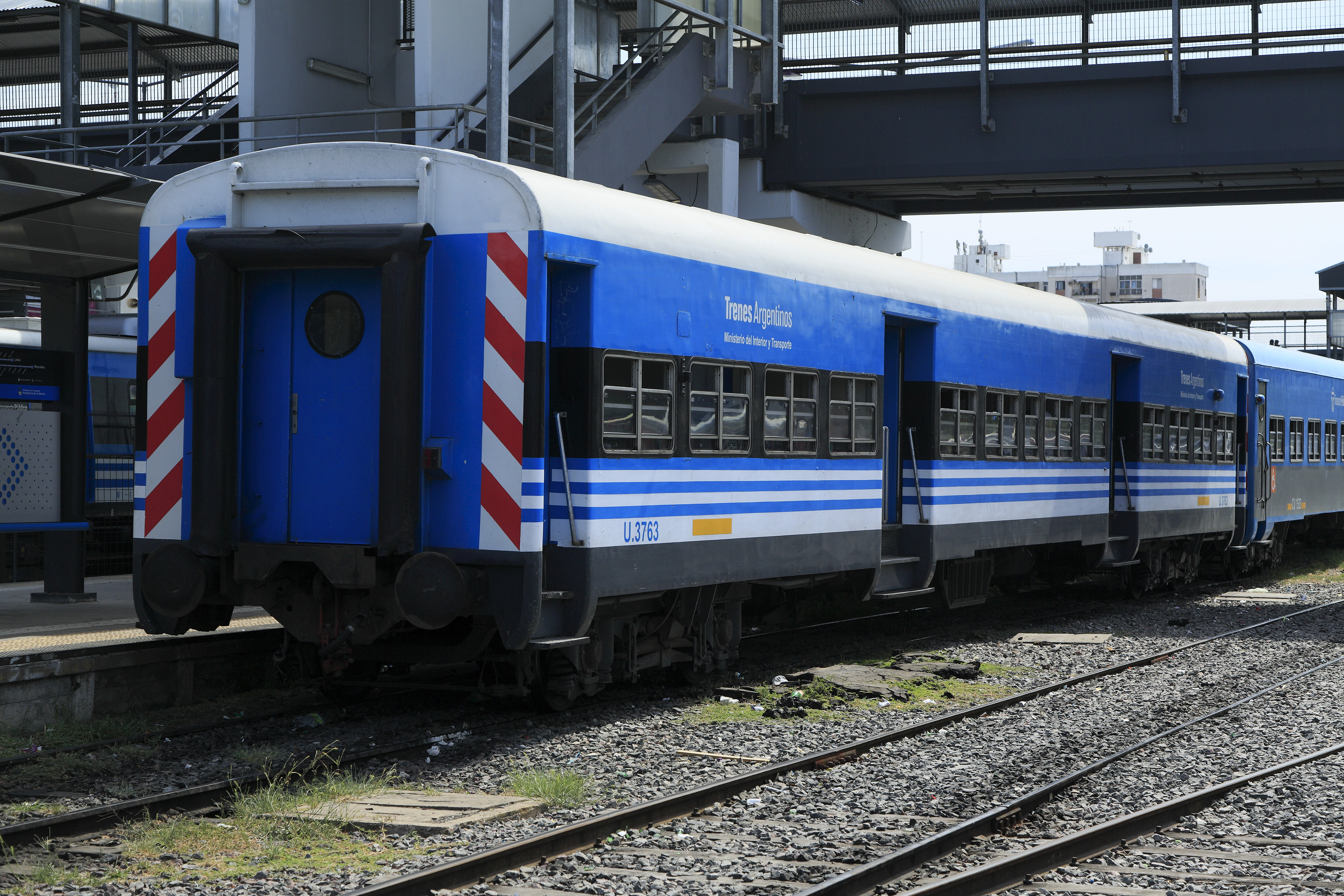
近郊形客車 更新された車両
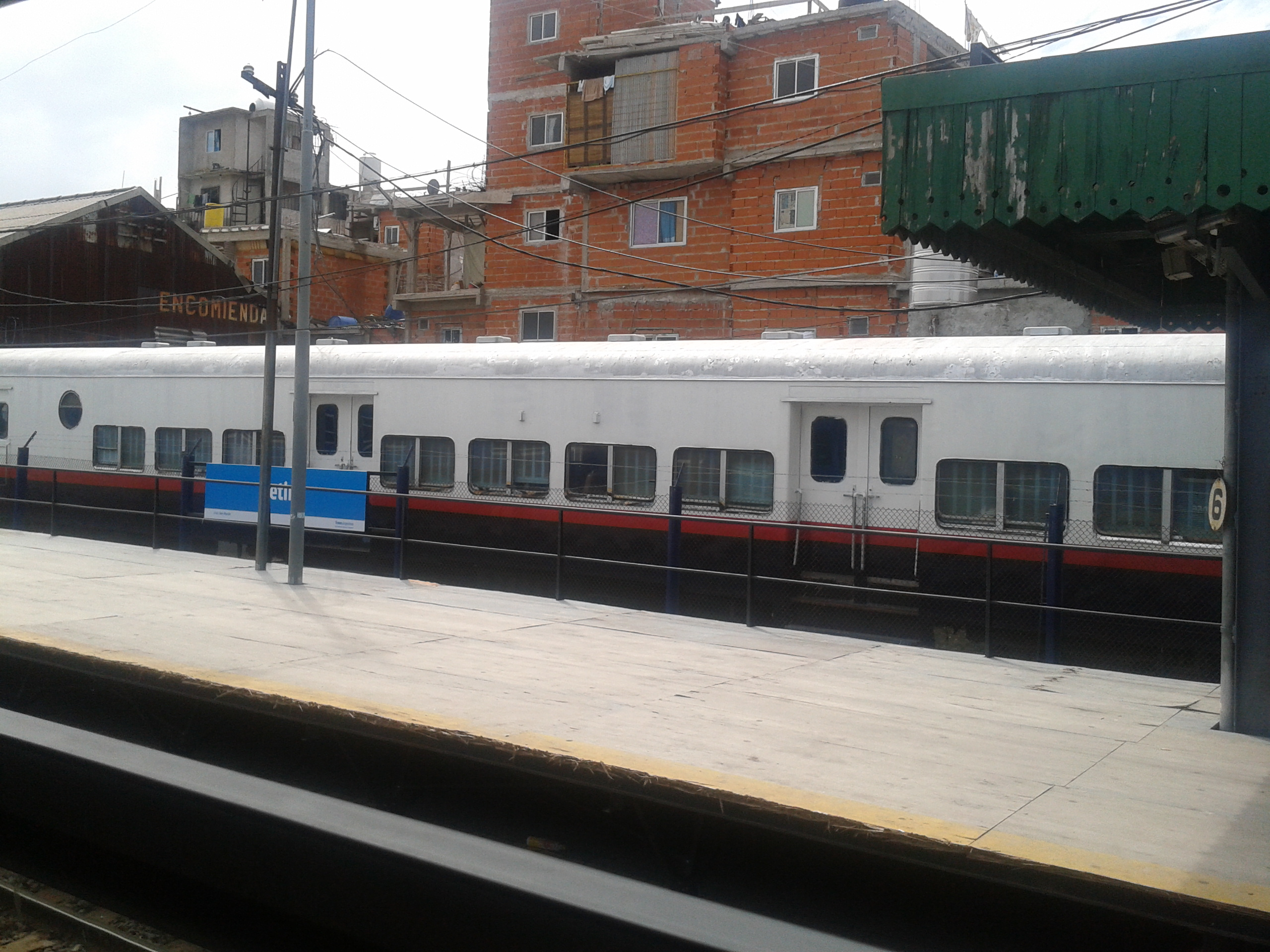
近郊形・荷物合造車
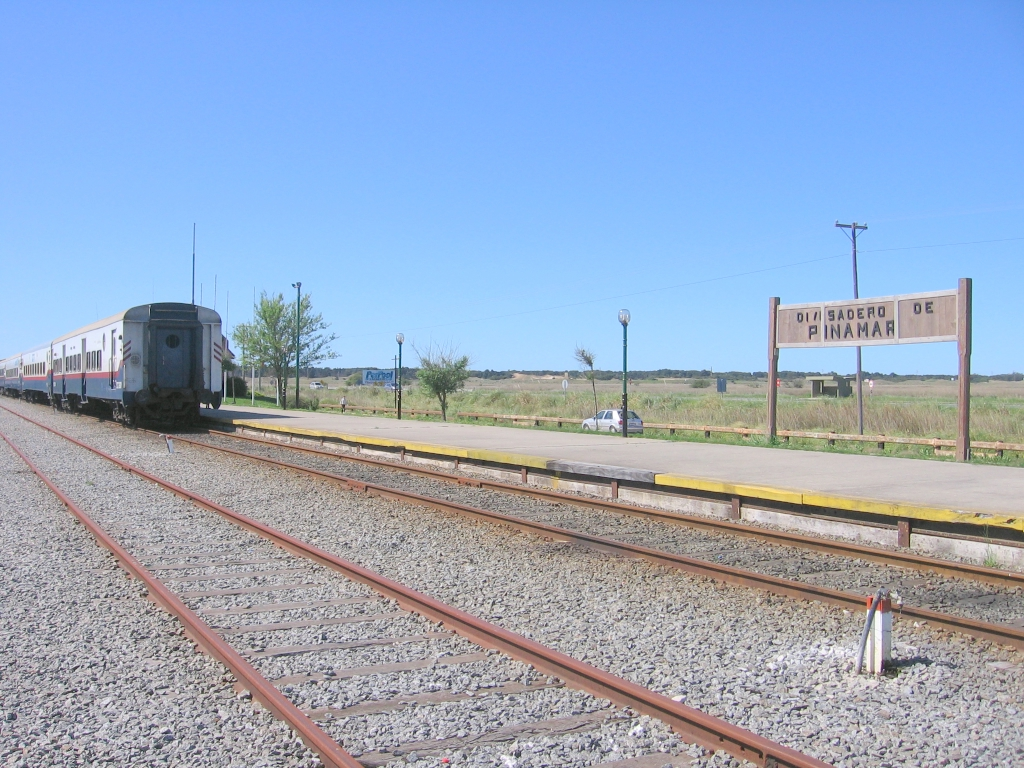
近郊形・荷物合造車 手前の1両
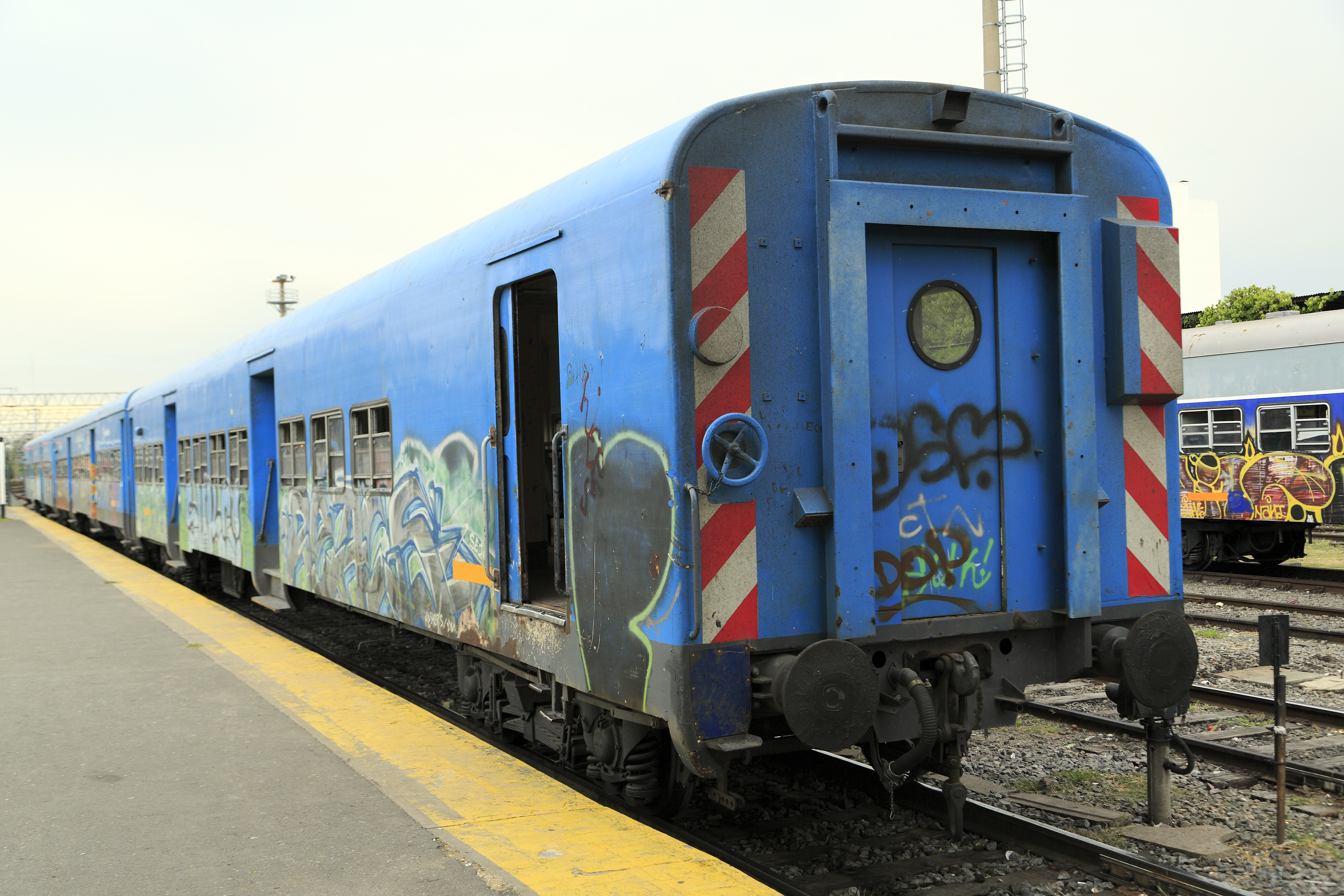
近郊形・荷物合造車 更新された車両
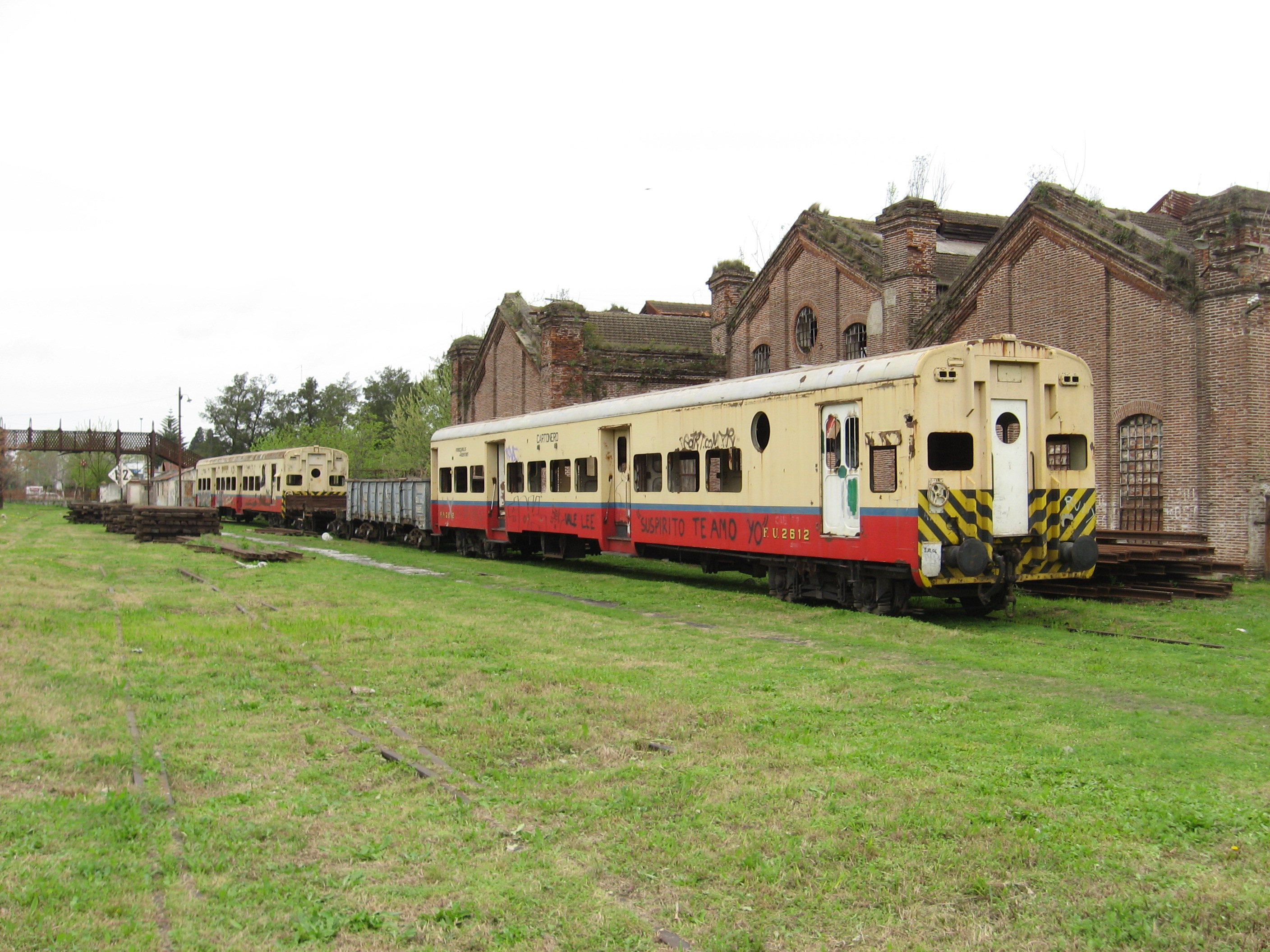
近郊形・制御用運転室付き客車 写真は控車として使用される車両
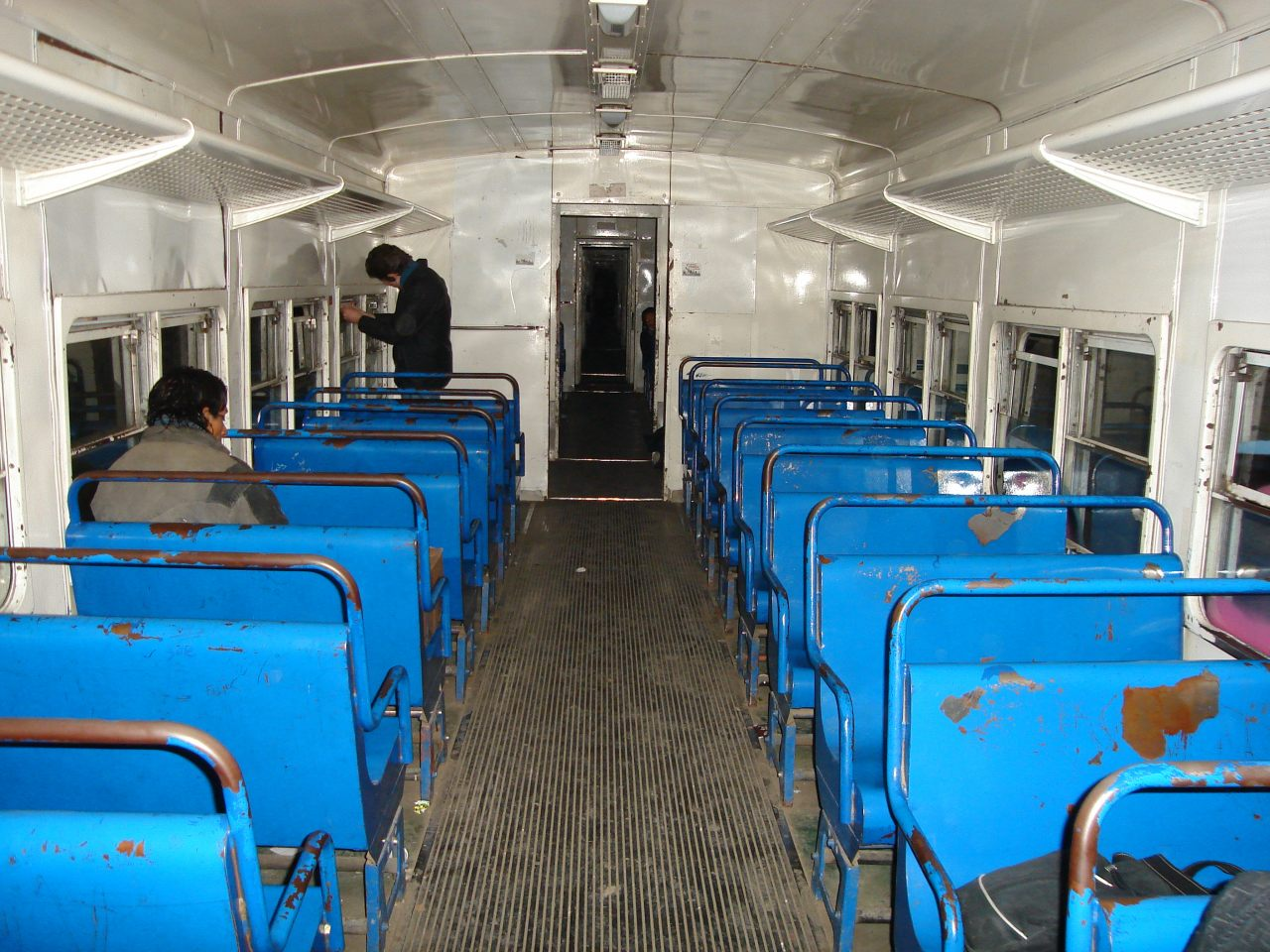
近郊形客車の車内 更新された車両
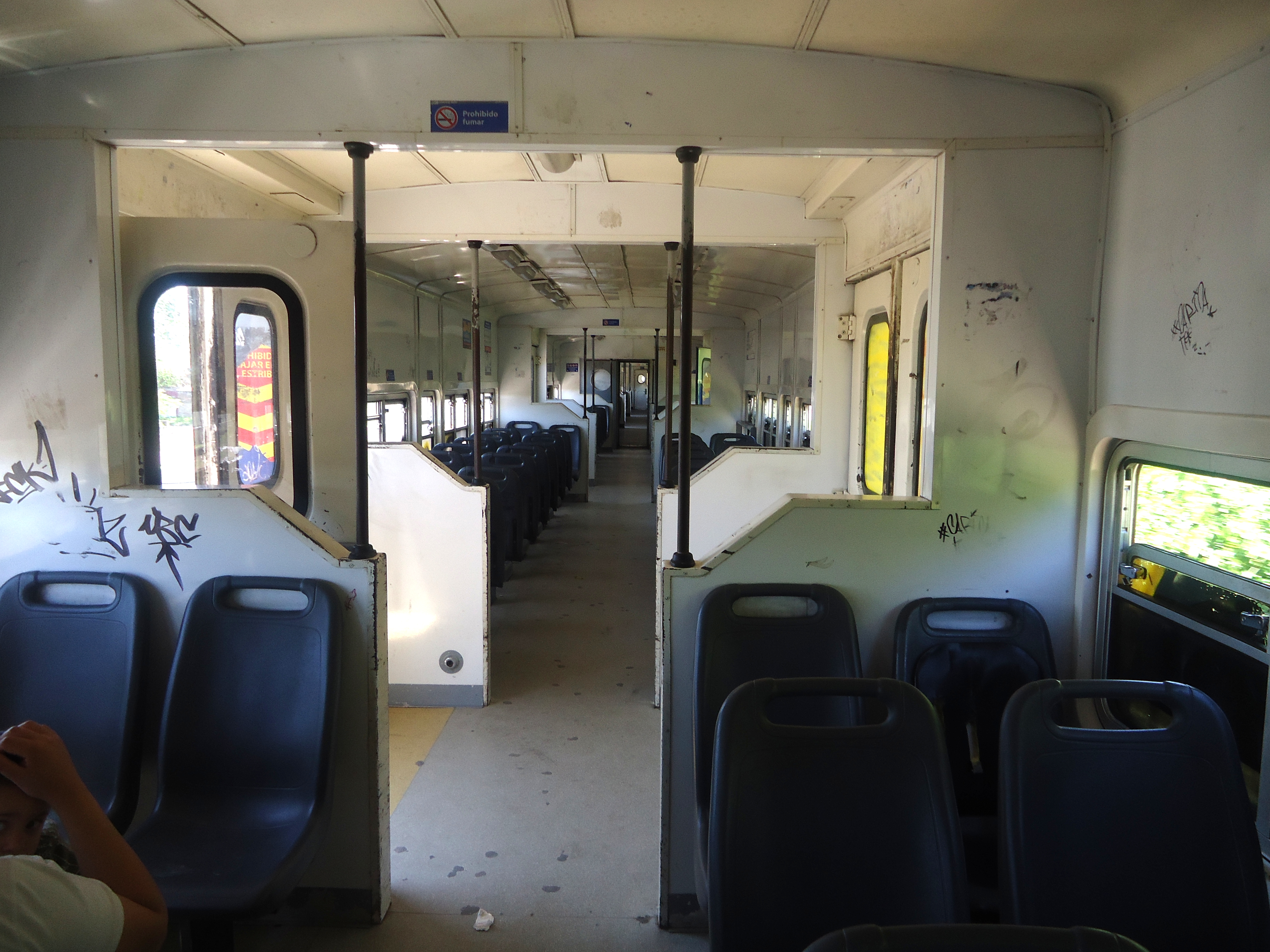
近郊形客車の車内 更新された車両
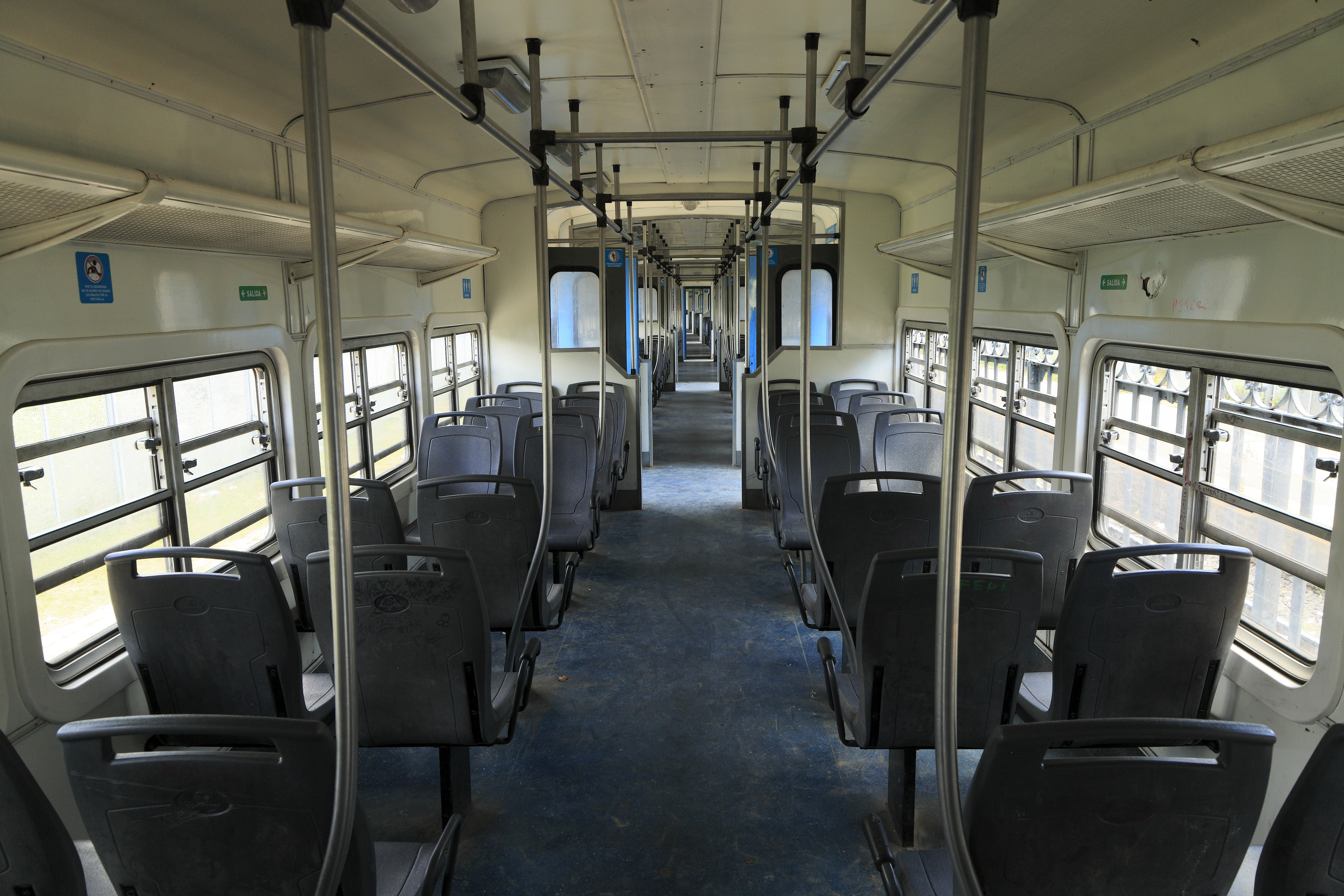
近郊形客車の車内 更新された車両

#### 1435mm（標準軌）用客車

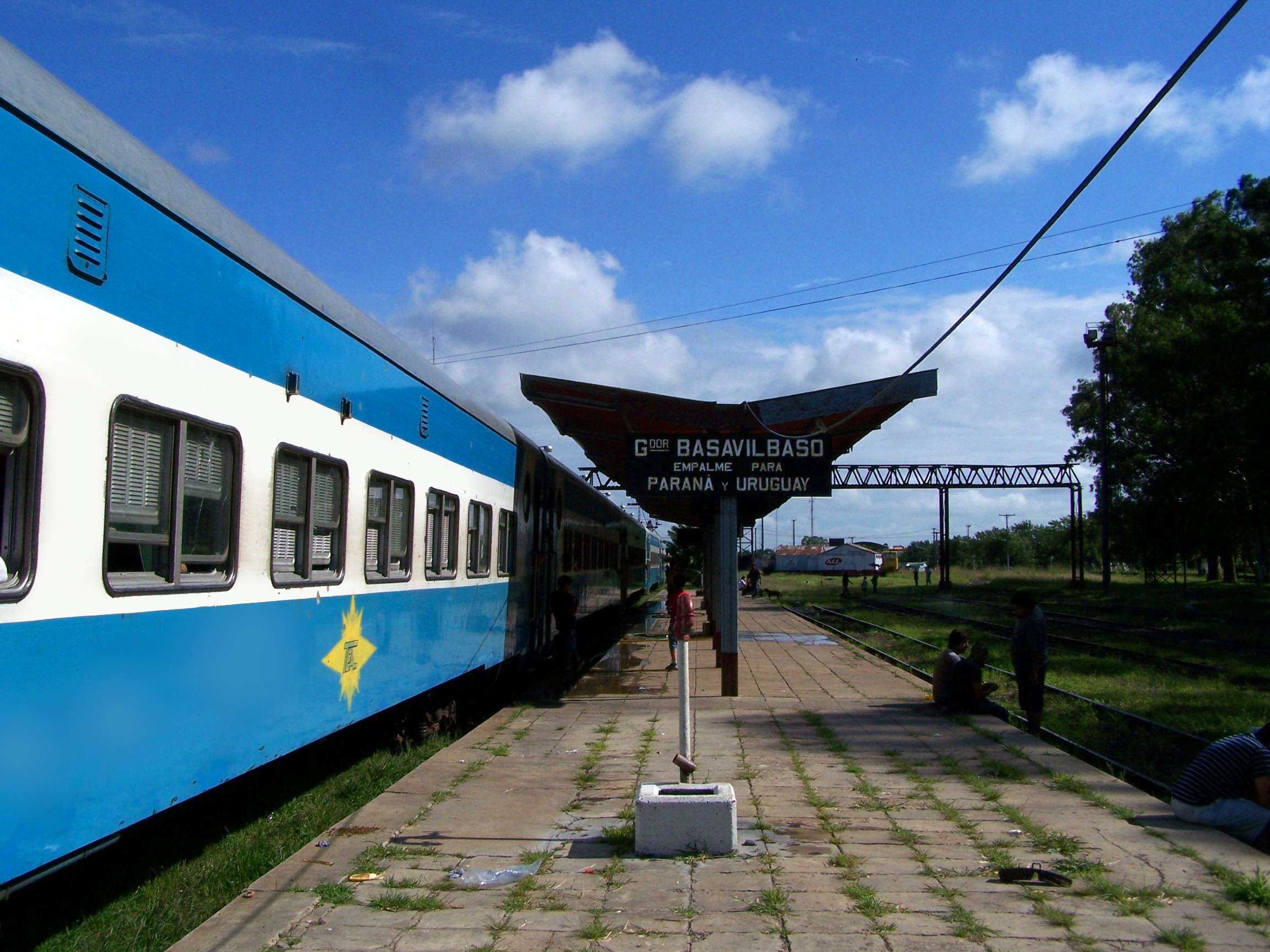
標準軌のウルキサ将軍鉄道用の客車

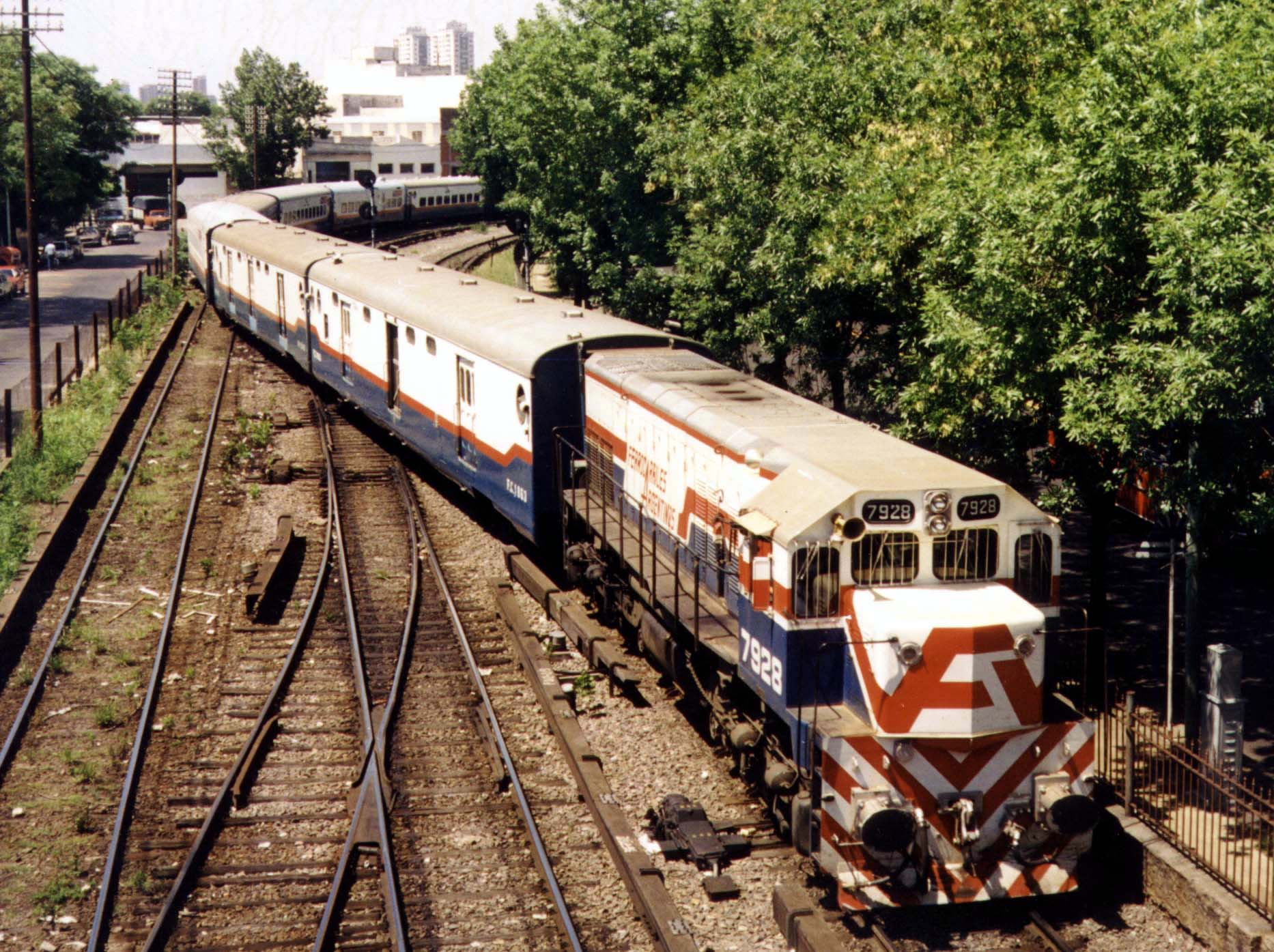
EMD G22型ディーゼル機関車に牽引されるMaterfer製の客車で構成された名列車"El Gran Capitan"

#### 1000mm（狭軌・メーターゲージ）用客車

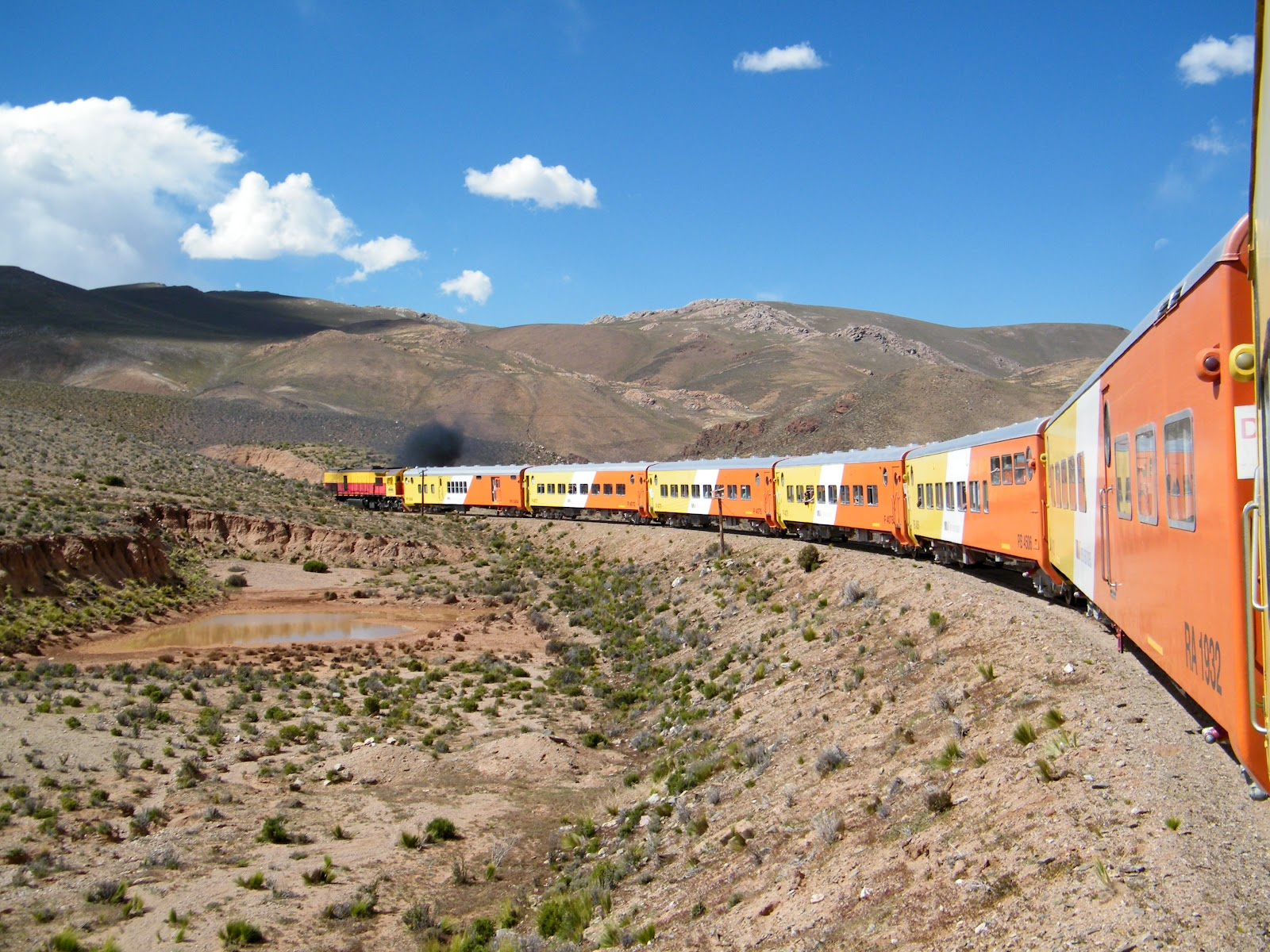
Materferが製造した座席車と食堂車と半室ビュッフェ車で構成される観光列車"Tren de las Nubes"の編成

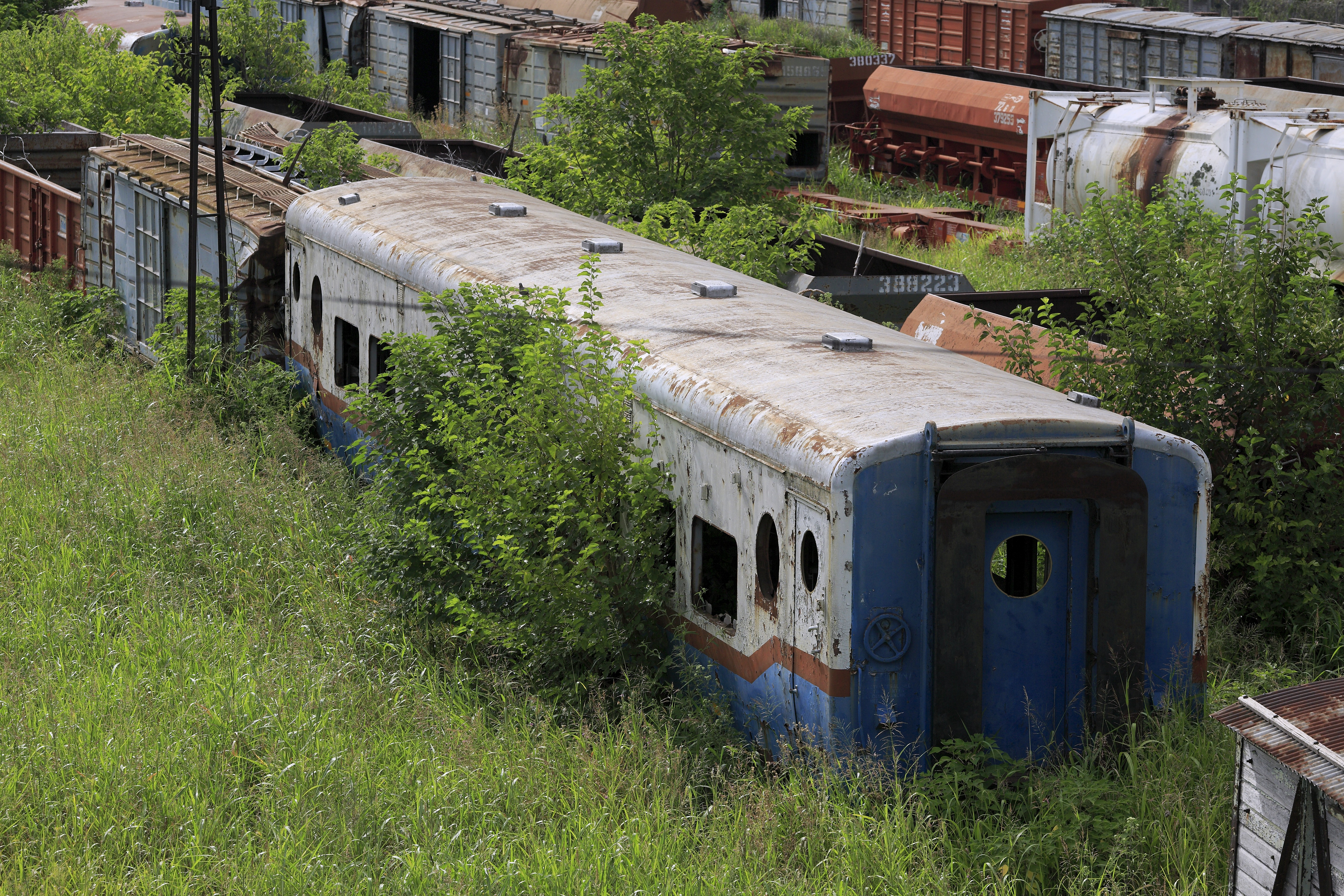
Materferが製造した1000mm軌間のアルゼンチン国鉄・ベルグラーノ将軍鉄道向け"Fiat 3"客車の中長距離型仕様

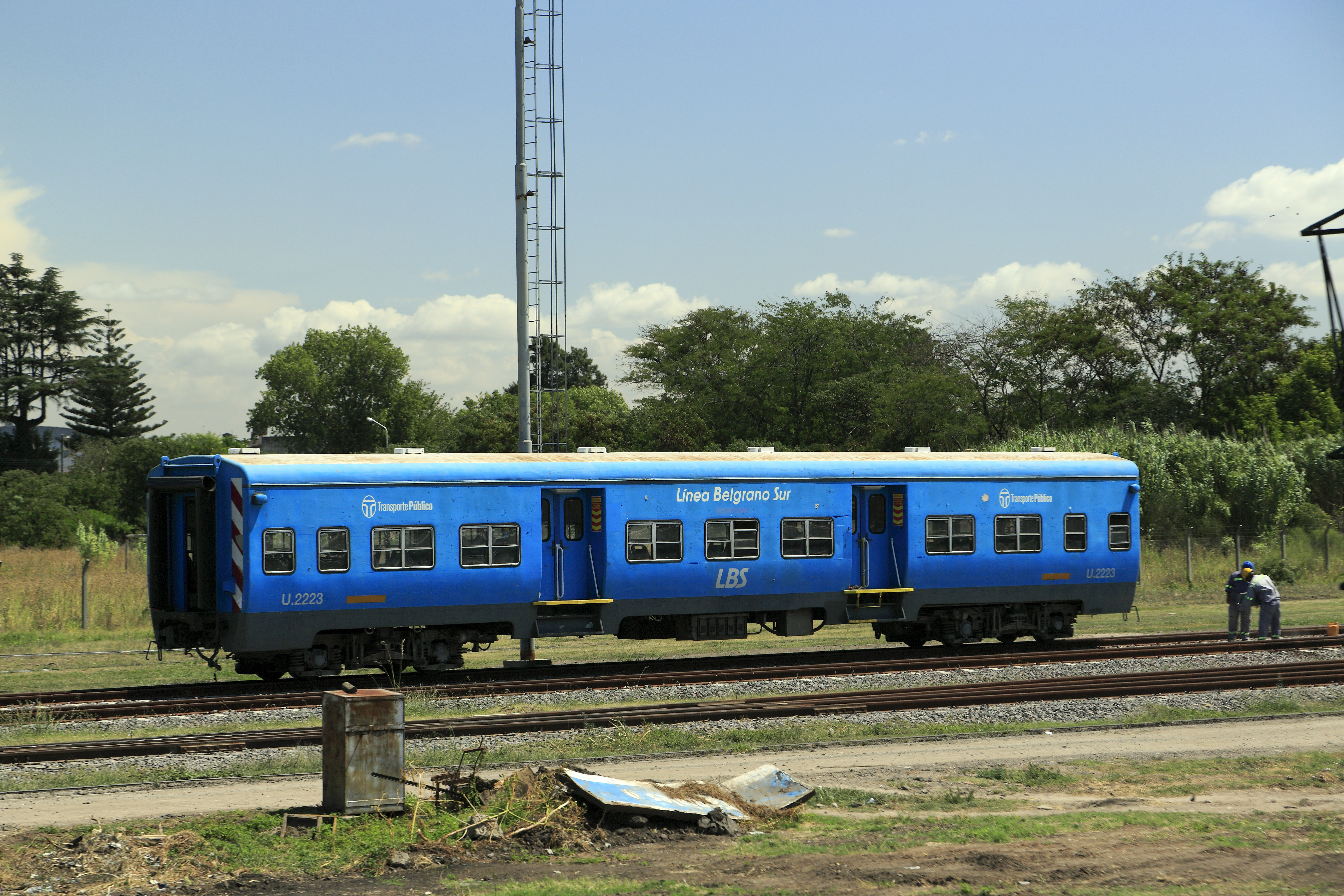
上記"Fiat 3"の近郊型仕様

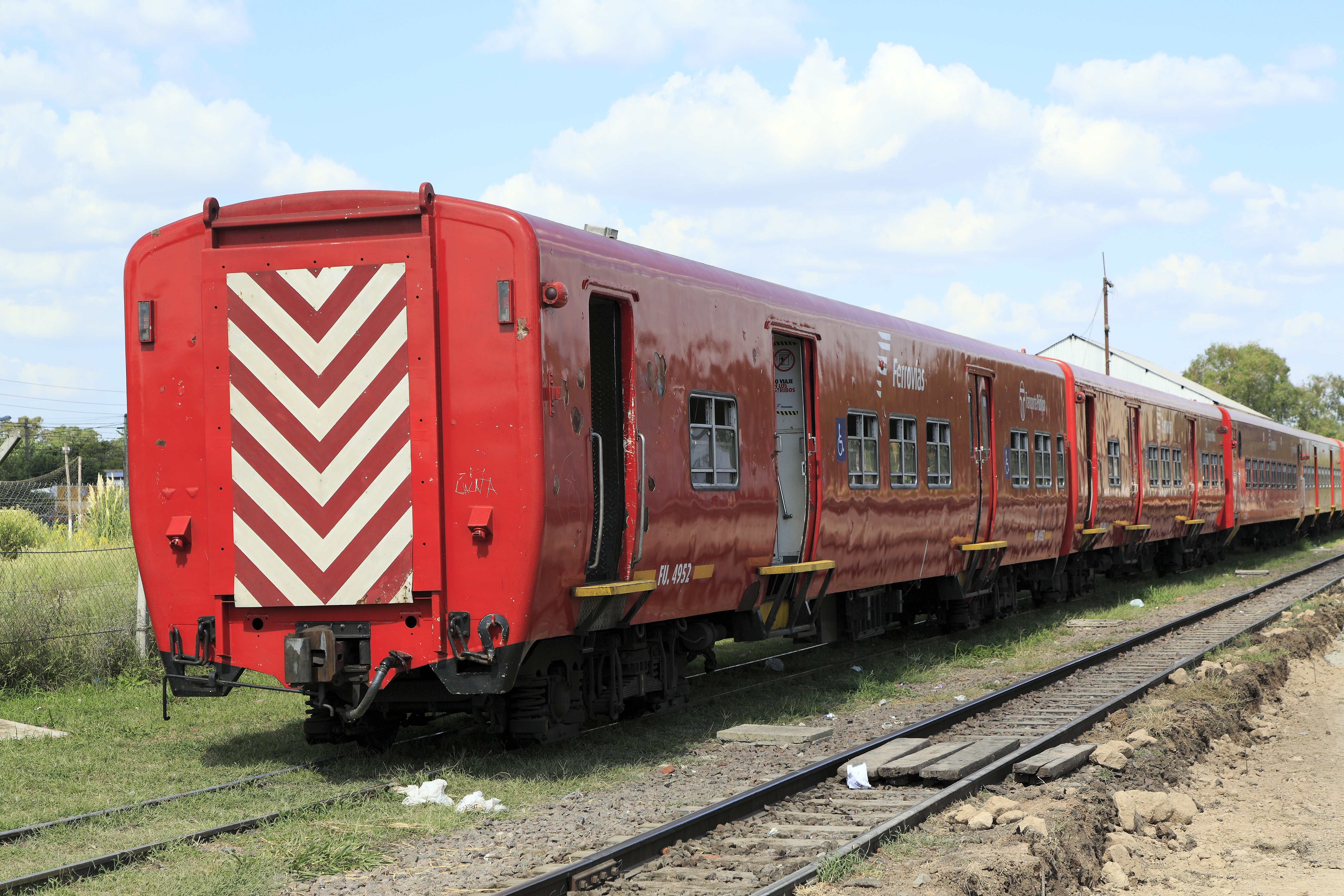
"Fiat 3"の近郊型仕様の合造車
"Fiat 3"の最初の20両はイタリアに所在した別のフィアット子会社であるAerferによって製造された

- Materferは輸出市場にも鉄道車両の販路を求め、各種の車両がウルグアイ・チリ・キューバ・ボリビアに輸出された[5][6][7]。

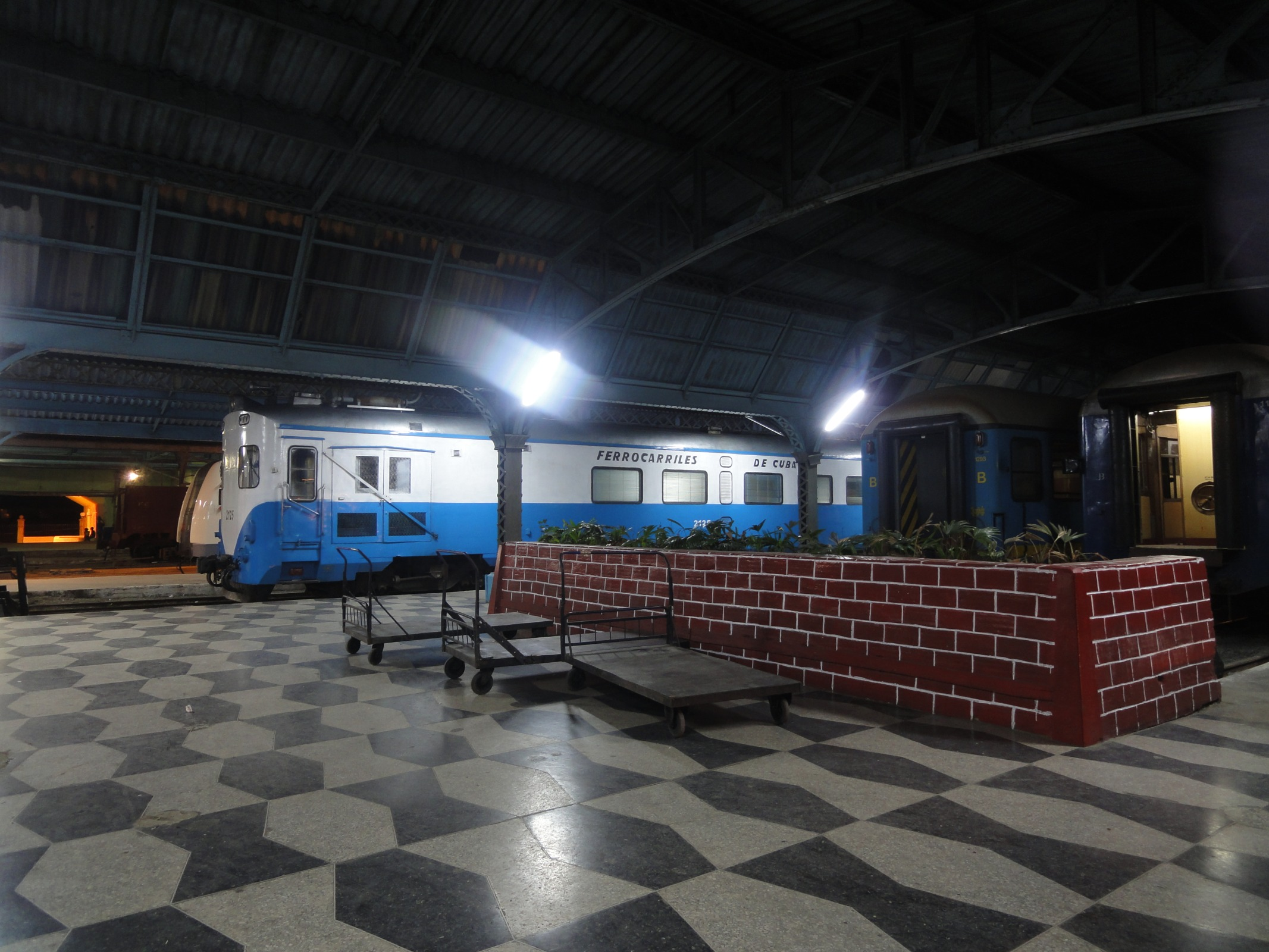
キューバに輸出された"FIAT"気動車

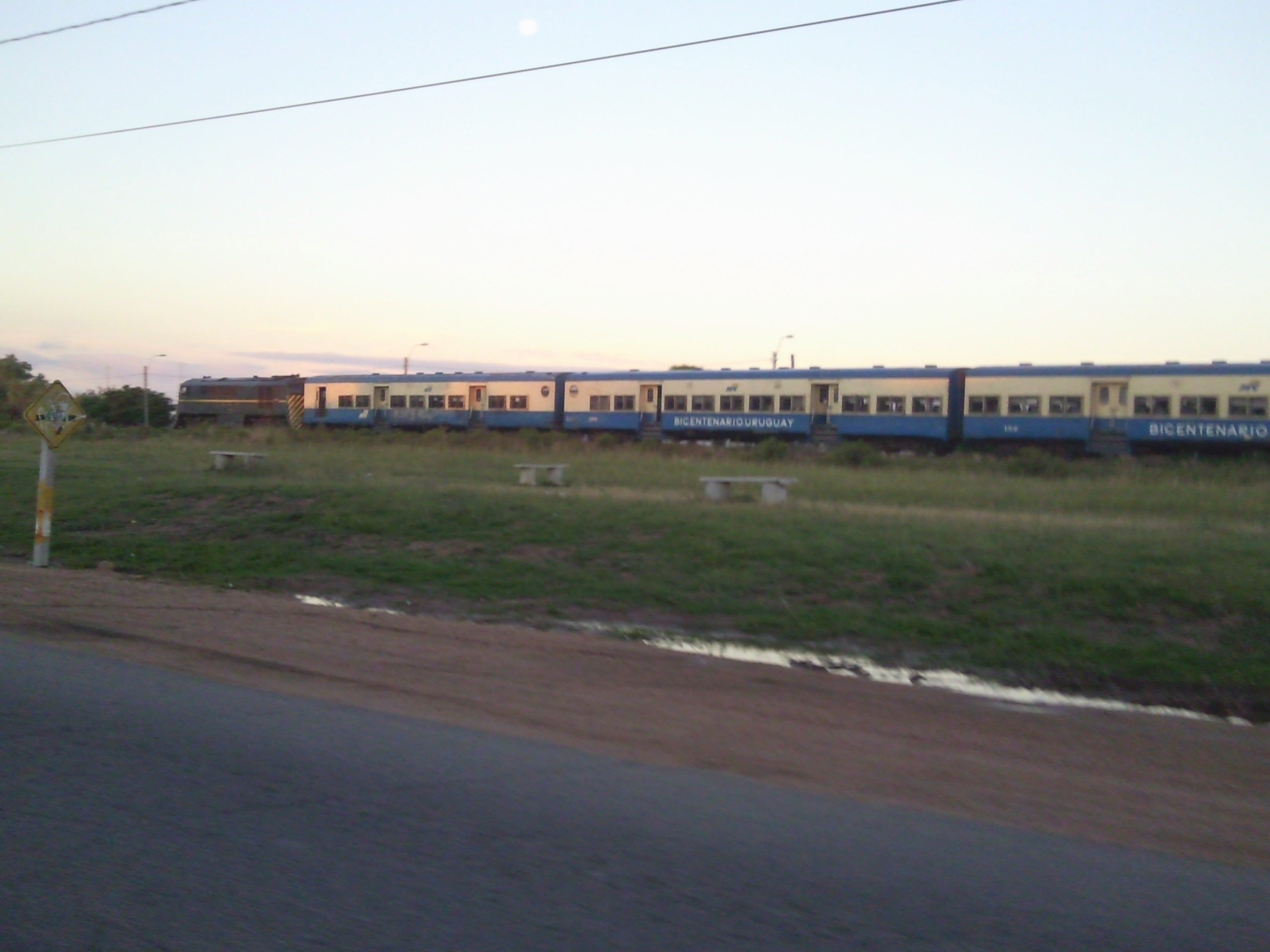
ウルグアイに輸出された"FIAT"客車

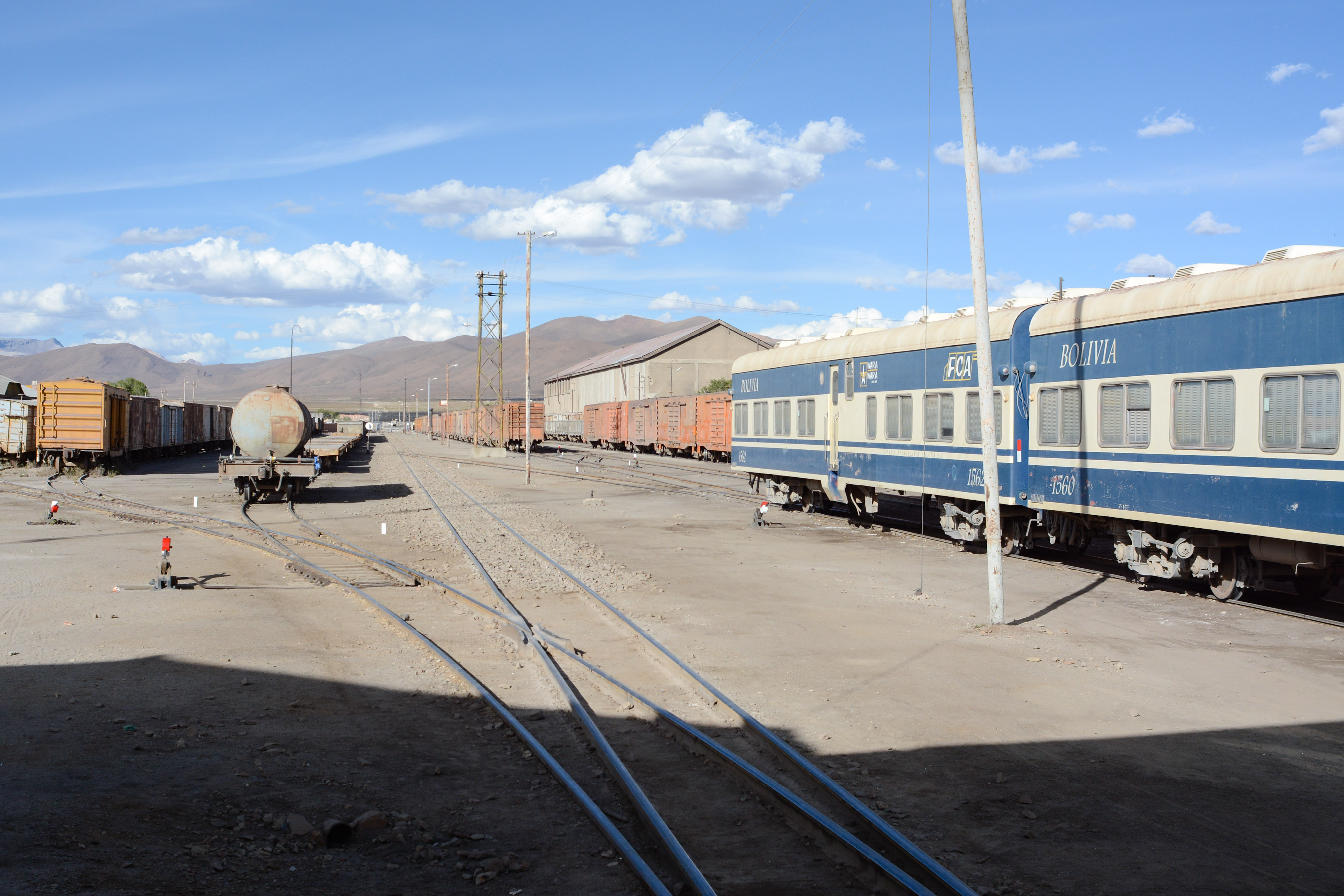
ボリビアに輸出された"FIAT DIESEL MATERFER"客車（右側）

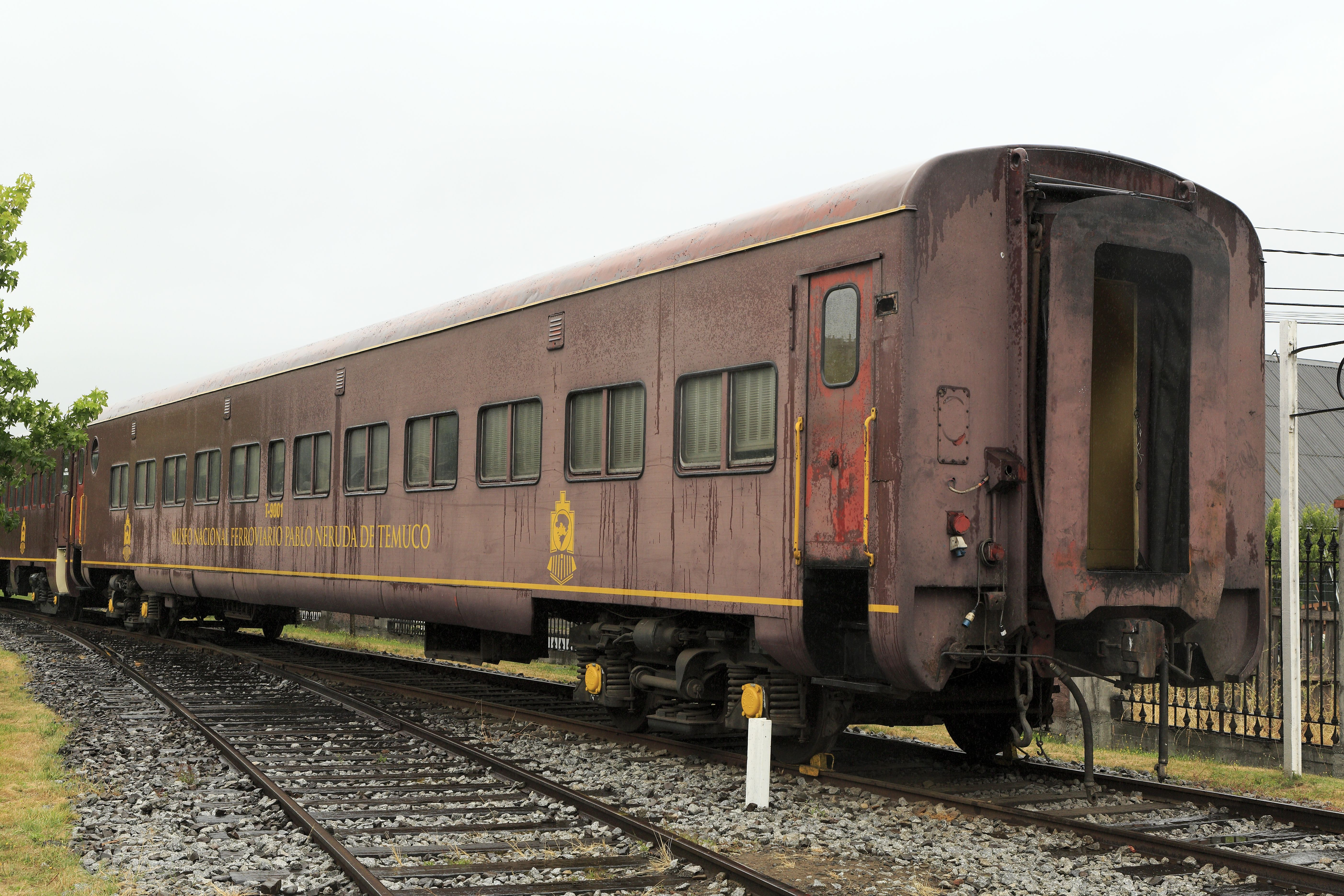
チリに輸出された"FIAT"客車

- Materferはまた資金協力や技術援助、アフターサービスも含めたターンキーシステムでの受注をおこなった。
- 1970~80年代には"Toshiba"と呼ばれる日本製の電車を日本から空輸した部品を使い現地でノックダウン生産した。

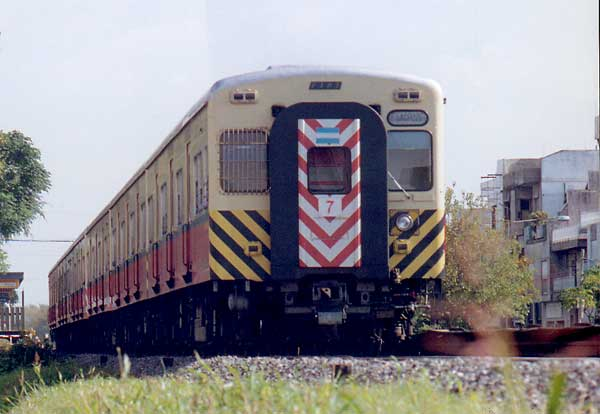
ウルキサ線用にノックダウン生産された"Toshiba"(M.U./M.F.U3000)
貫通扉上の"FIAT"マークが特徴

- 1976年と1977年には、当時母体であったFiatのアルゼンチンにおけるコンソーシアムフィアット・コンコルドの名義により、イギリスのGECと協同でチリ国鉄にAES形電車を輸出した。

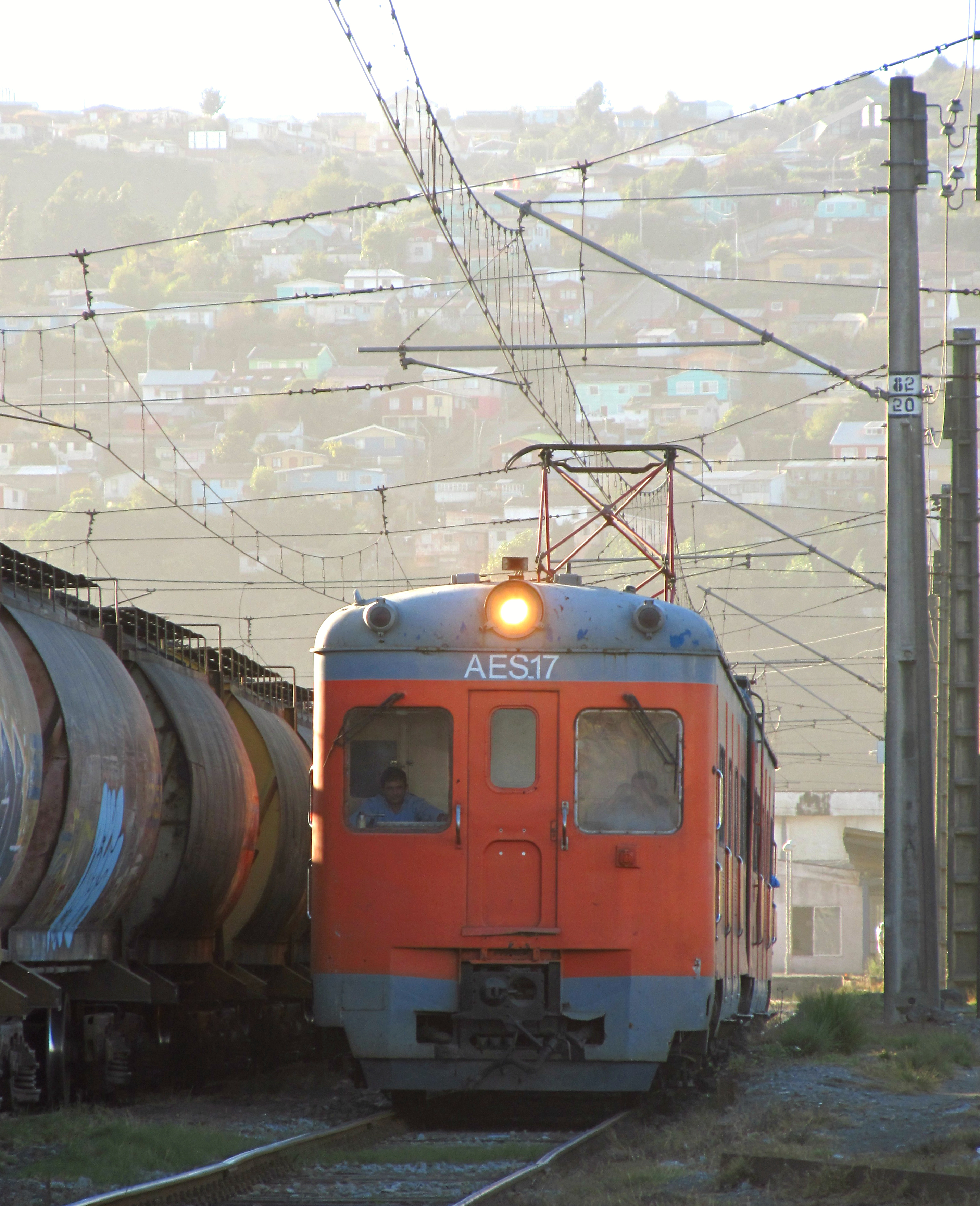
AES形電車

- 1980年代始めにはFiat Diesel Materferの名義でブエノスアイレス地下鉄向けの地下鉄車両"FIAT Materfer"の車体/構体を製造した（電装品はドイツAEG社及びシーメンス社製造）。先頭に貫通扉は無いが電機子チョッパ制御の近代的かつ都会的なスタイルの電車である。

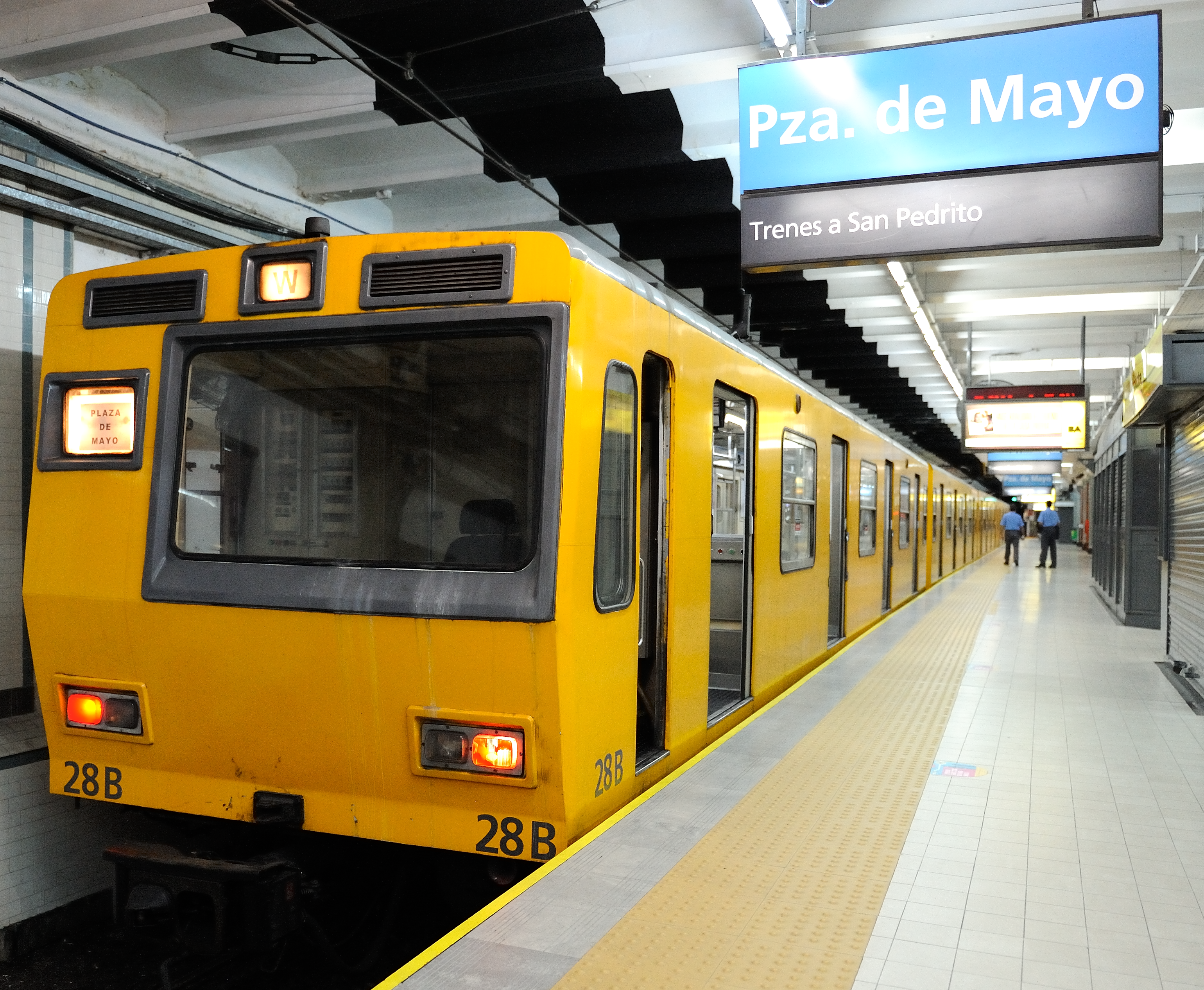
"Fiat Materfer"(A線)

- 1984年にMaterferはこれまでにない斬新な軽量気動車CML1を登場させた[8]。このCML1はあらゆる軌道条件でも最善の性能を出せるように工夫されている。
- 1987年にMaterferは1962年から同社が製造した流線形の気動車FIAT 7131に代わる新しい軽量気動車CMLU201/08 3201/08+CALU形を登場させた[9]。愛称は"Pitufos"（ベルギー産まれのコミック・アニメである「スマーフ」のスペイン語名より）。

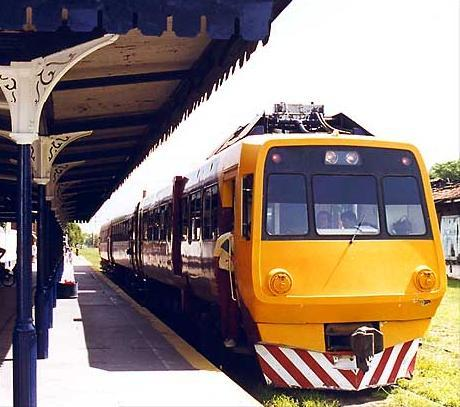
CMLU201/08 3201/08+CALU形軽量気動車

- 1990年にブエノスアイレス市向けにプレメトロと呼ばれる両運転台の路面電車の車体を供給した。

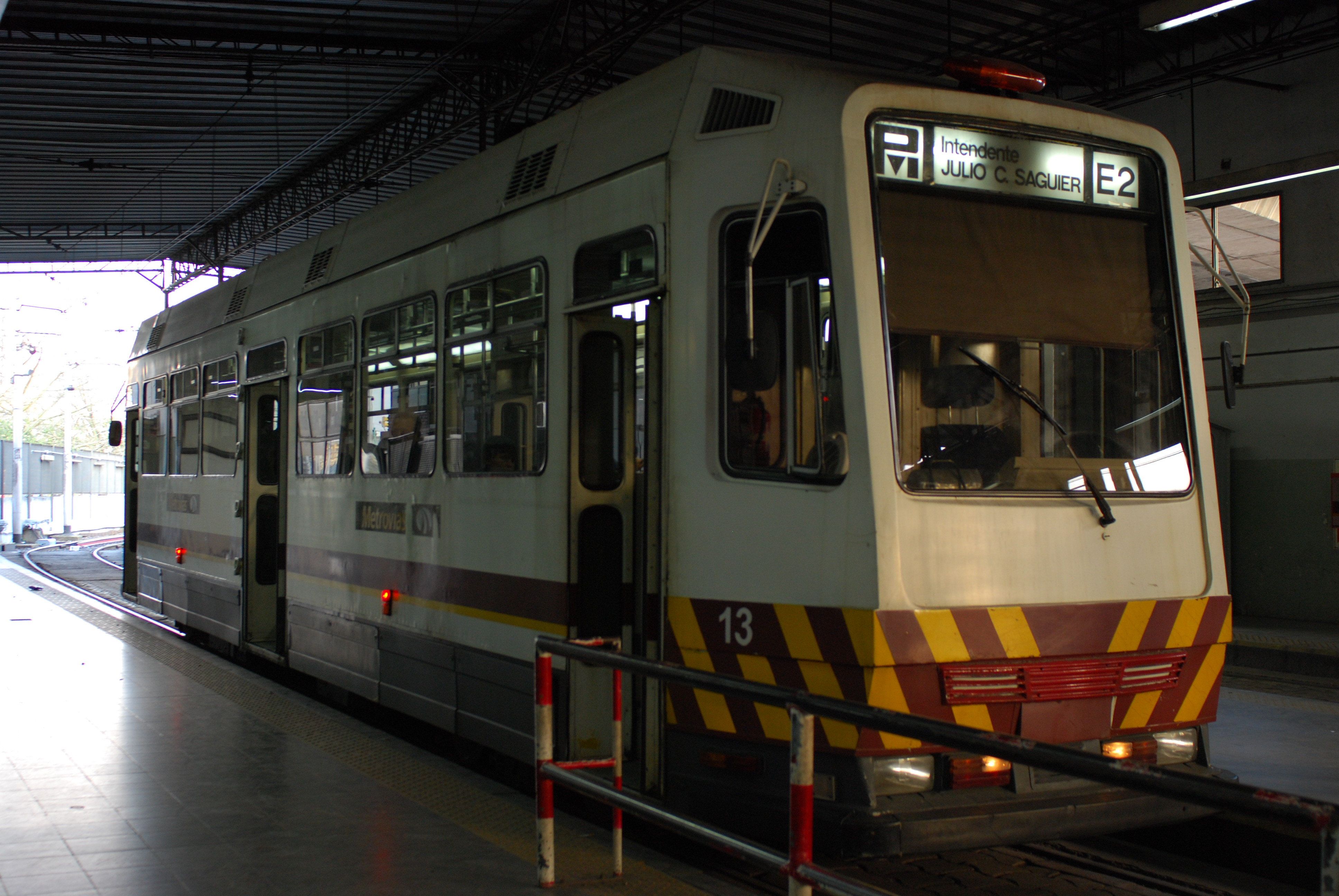
ブエノスアイレスのプレメトロ電車

この供給を最後に、1998年に裁判所により破産を言い渡され工場は閉鎖された。

## 再起後の製品と新たな事業
2002年にアルゼンチンの企業家セルヒオ・タッセリにより関係する商標とともに買収され、まず鉄道車両の改修事業で再起を遂げた。次に、新たな製品として落花生収穫機等の農業機械やバス・トロリーバスの車体・建設機械等の製造も開始した。これらは現在も製造されている。

### 再起後の主な製造鉄道車両

#### 客車
- 再起後UGOFE (鉄道臨時運営事業団) 向けに改修された近郊型客車は、プラスチック製の座席と窓枠が取り付けられ、デッキとステップを廃して自動ドアを設け、高床ホーム対応となりロカ線の高床ホーム区間でEMD GT22形ディーゼル機関車に牽かれて活躍している。

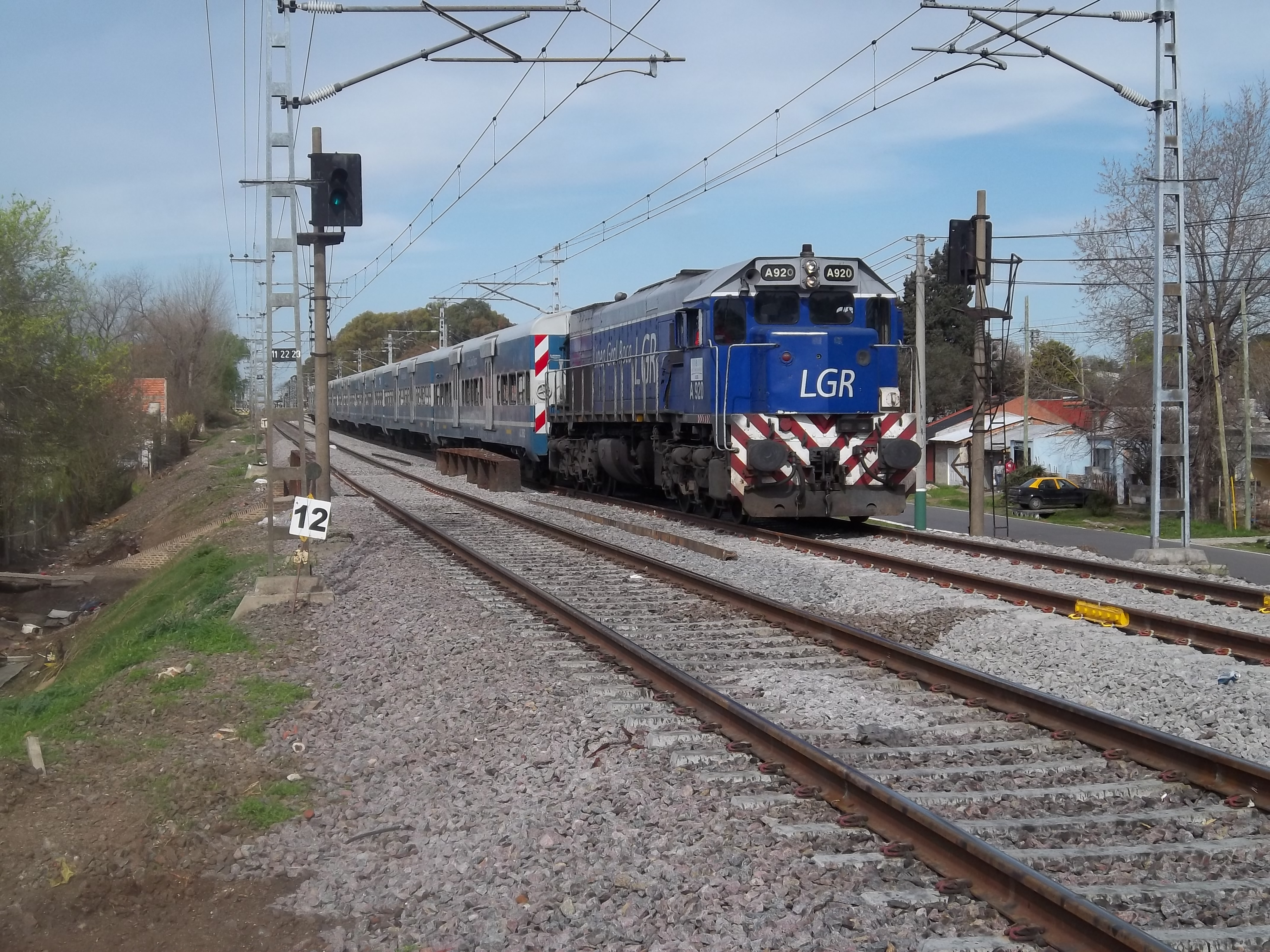
ロカ線の架線下をEMD GT22型ディーゼル機関車に牽かれて走る電車用高床ホーム対応の客車で構成された列車

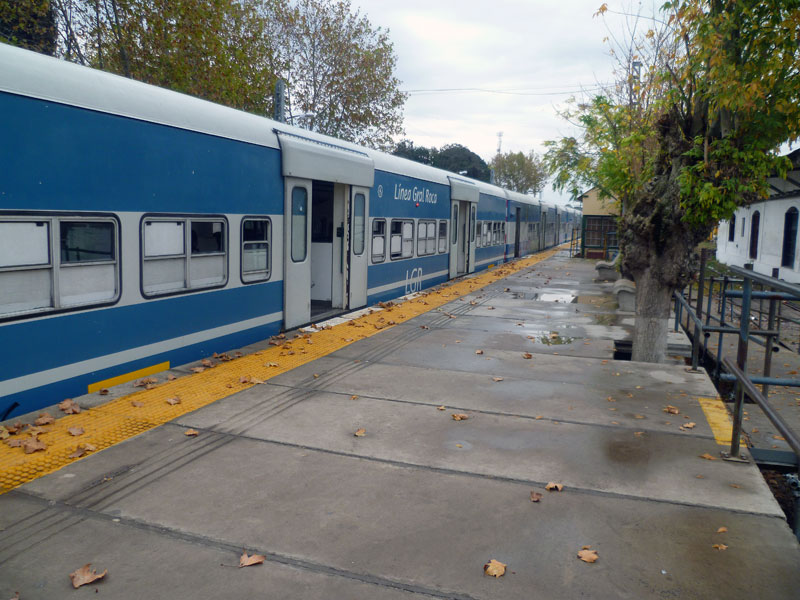
高床ホーム対応客車のドア部分

#### 電車
- "Toshiba" 電車の付随車（R'車）を再び製造し（2002年 - 2003年、5両）、電化が拡大するロカ線の増結（3両→4両）に大きく役立っている。

#### 気動車
- 創業を再開した翌年の2003年に、1000mm軌間のベルグラーノ将軍鉄道に同鉄道の長距離列車用客車を改造した"CM/CR001"を登場させた[11]。この気動車の顔はロカ線の"Toshiba"電車と同じ物を接合したため、日本風のブラックフェイス顔にアルゼンチン国鉄の車両風の側面という興味深

い外観となっている。エンジンはフィアットイベコ製の物を搭載し、車体中央には客用の自動乗り降りドア（折り戸×2）とステップが設置されている。
- 2010年代に入り新型気動車"CMM 400-2"を開発し登場させた[13]。この気動車はかつての名車"FIAT 7131"と同じく1435mm/1676mmの2つの軌間に対応する他に1000mm軌間にも対応し冷房を完備、リクライニングシートと空気バネ台車とLED照明を備えており乗客は快適な時間を過ごすことが出来る。最初に登場したときの形式名は上記の気動車と同じ"CM/CR-001"であったが改称されている[13]。
  - "CMM 400-2"は制動装置がドイツ製でエンジンはスウェーデンのスカニア社、他はほぼ全てアルゼンチンで製造された部品を使用しており、車両間の客用貫通扉の丸窓も健在。1両から4両ユニットまでのバリエーションが存在するが、現在同国各地方都市でのローカル列車に使用されている車両は2両のユニットのみである[13]。今後も運用が増える予定である。
  - Materfer限定品でCMM 400-2の車両模型も販売されている。

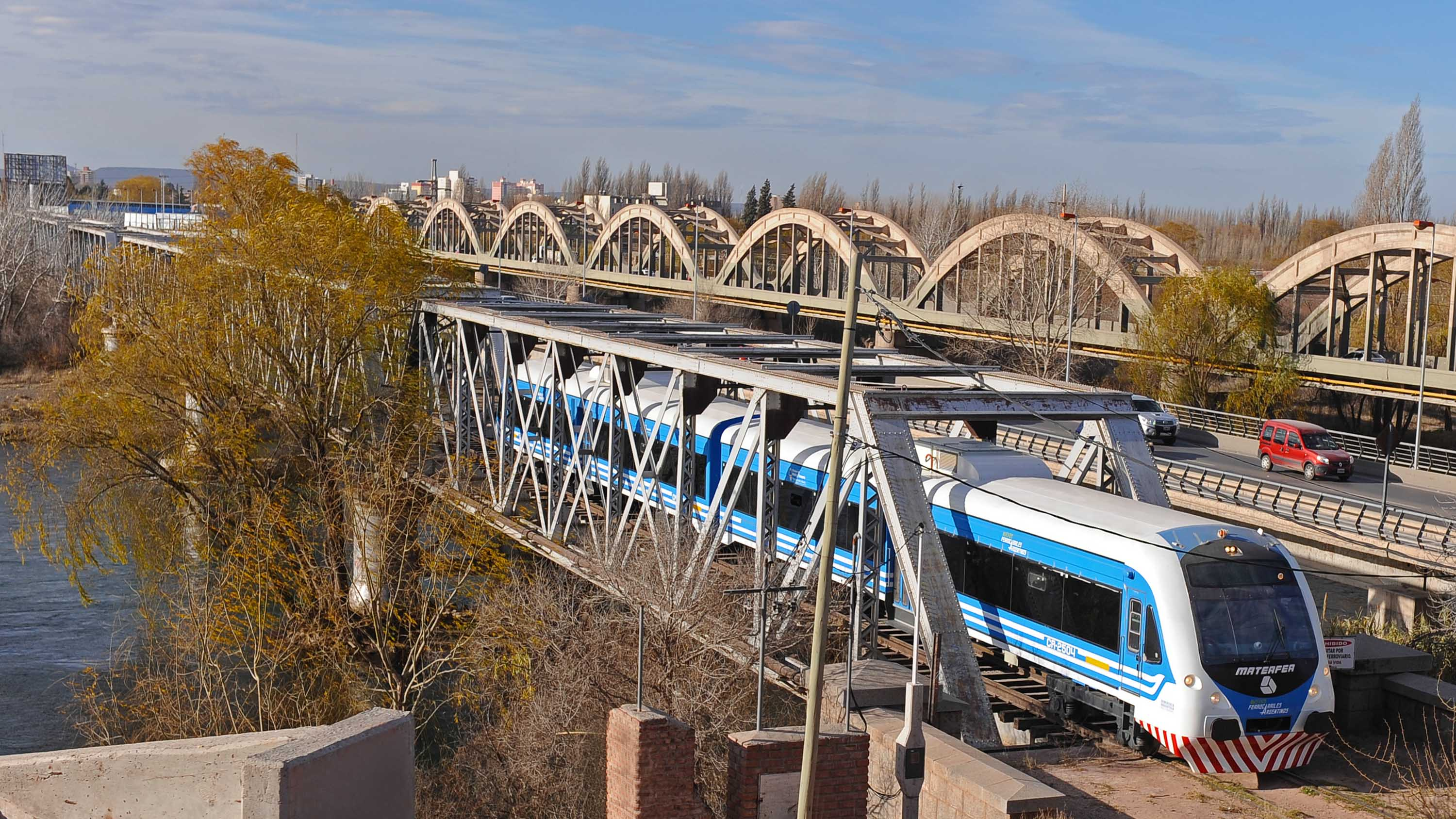
ネウケン州のローカル列車に使用されているCMM 400-2

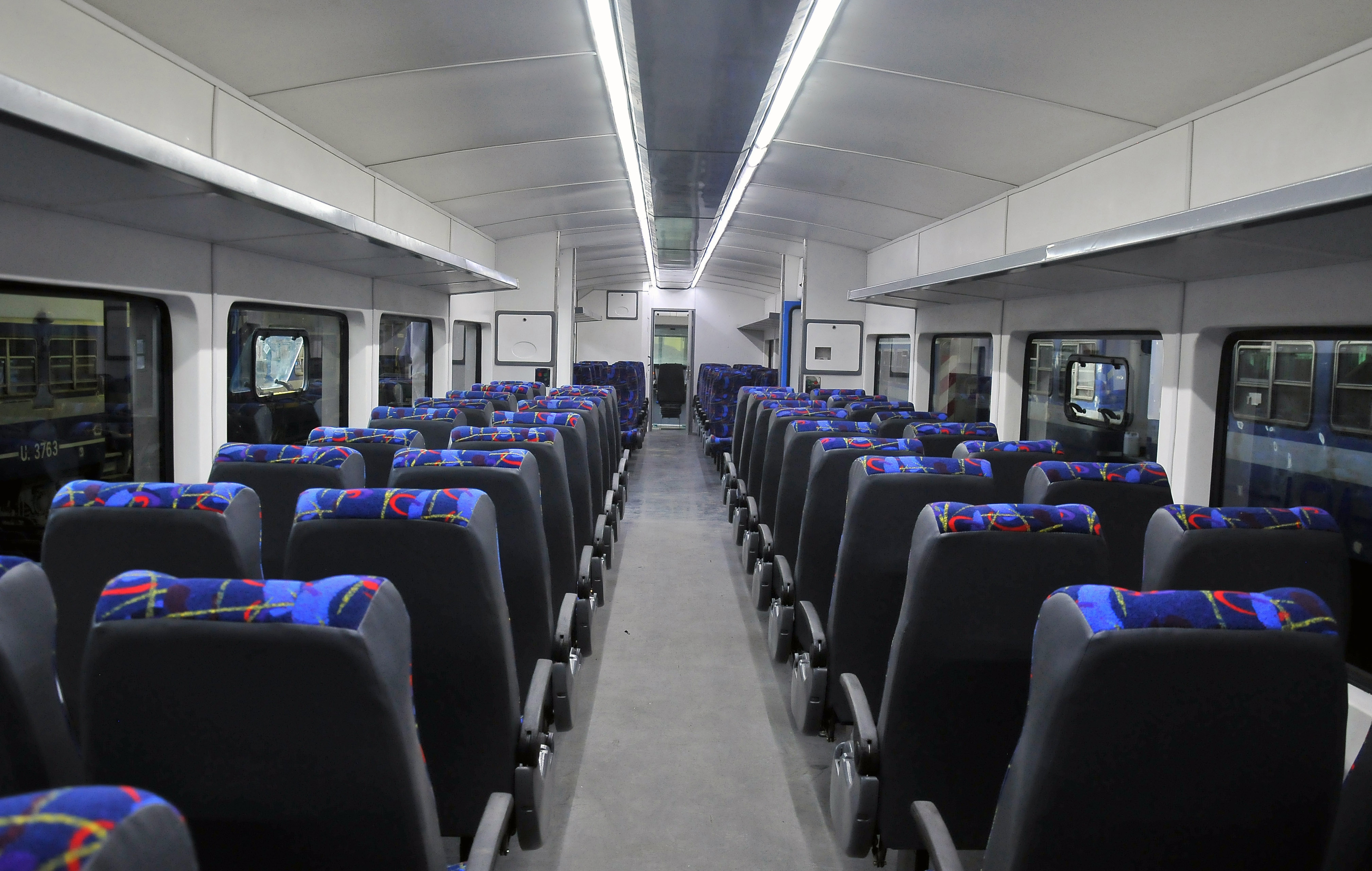
CMM 400-2の車内

#### 機関車
- "MTF-3300"はアメリカ合衆国のEMDが製造したGT26ディーゼル機関車[14]をもとに開発した新たなディーゼル機関車である[15]。本来はブラジル向けに開発されたため、大柄な車体でありながら同国の主力である1000mm軌間に対応するほか、アルゼンチン国内に存在する1435mm/1676mm軌間にも対応可能である[16]。2016年に登場した。現状はブラジルの事業者ではなく新アルゼンチン国鉄のみでの運用。

### バス・トロリーバス製品
- 市街地路線バス（コレクティーボ）用の"Materfer Aguila"[17]は前扉と中扉を備える製品である。冷房と車いすスペースも完備し、運転手を含めた定員は92人。CNGを燃料とする"GNC"仕様も製造・販売[17]。

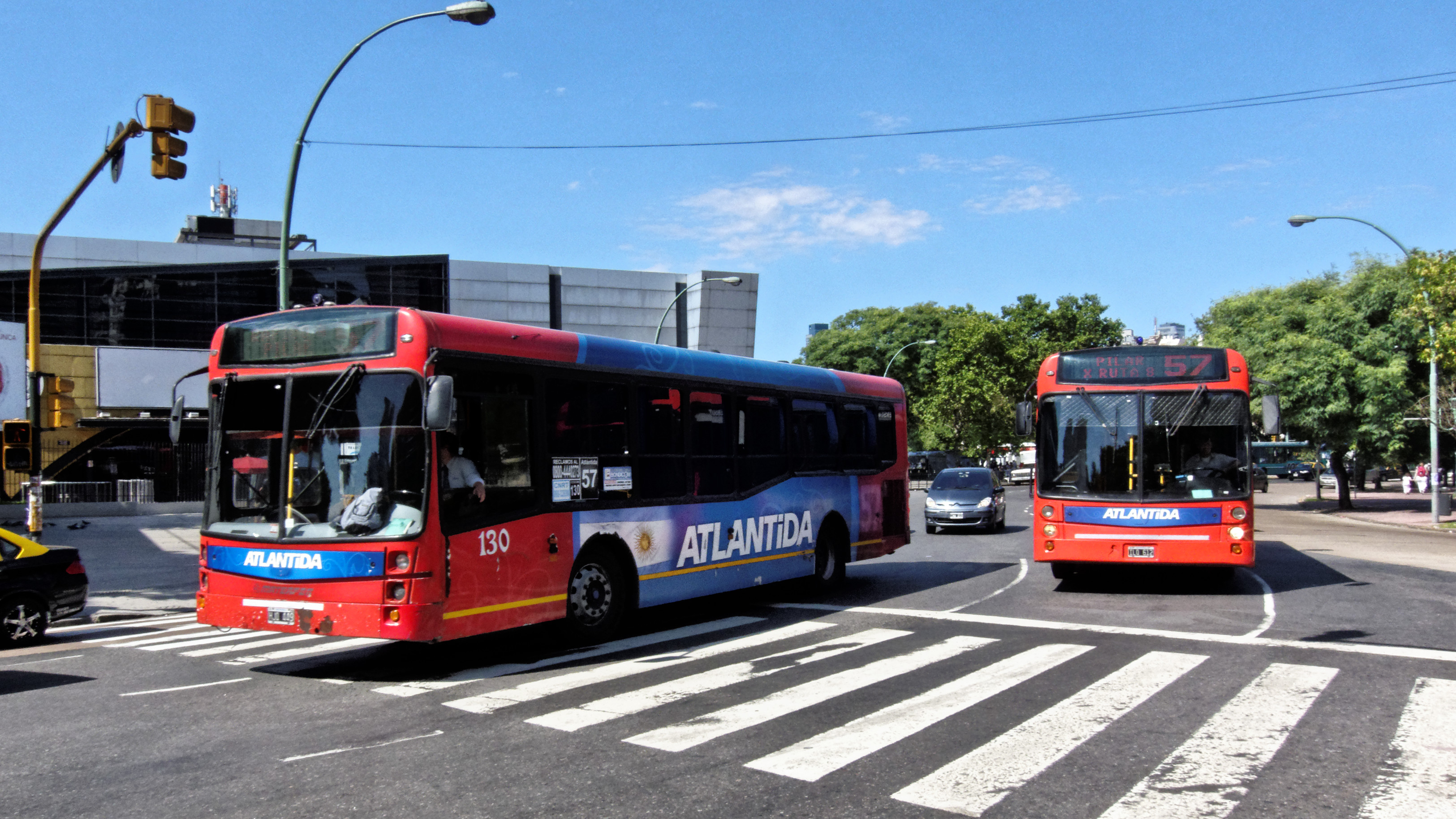
"Materfer Aguila"

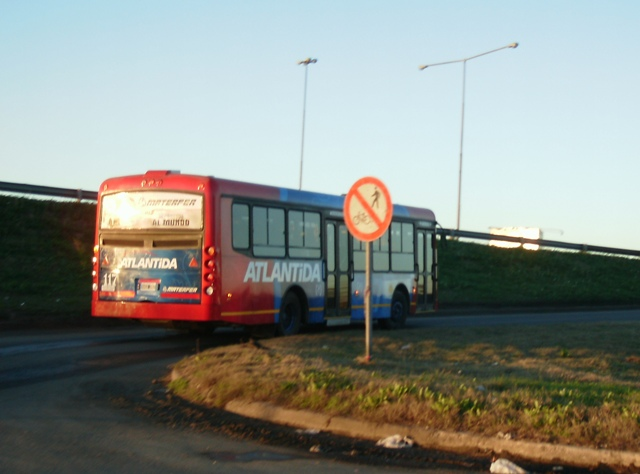
"Materfer Aguila"

- 中距離路線バス用の"MD128"[18]のデザインは"Materfer Aguila"と似ているが、スライドドア前扉1枚のみを装備する。座席は革張りのリクライニングシートで、着座定員は運転手を含め48人。
- トロリーバス製品の"Materfer Aguila Trole Bus"のモーターは380Vで稼働する[19]。現在メンドーサのトロリーバスで使用されている。

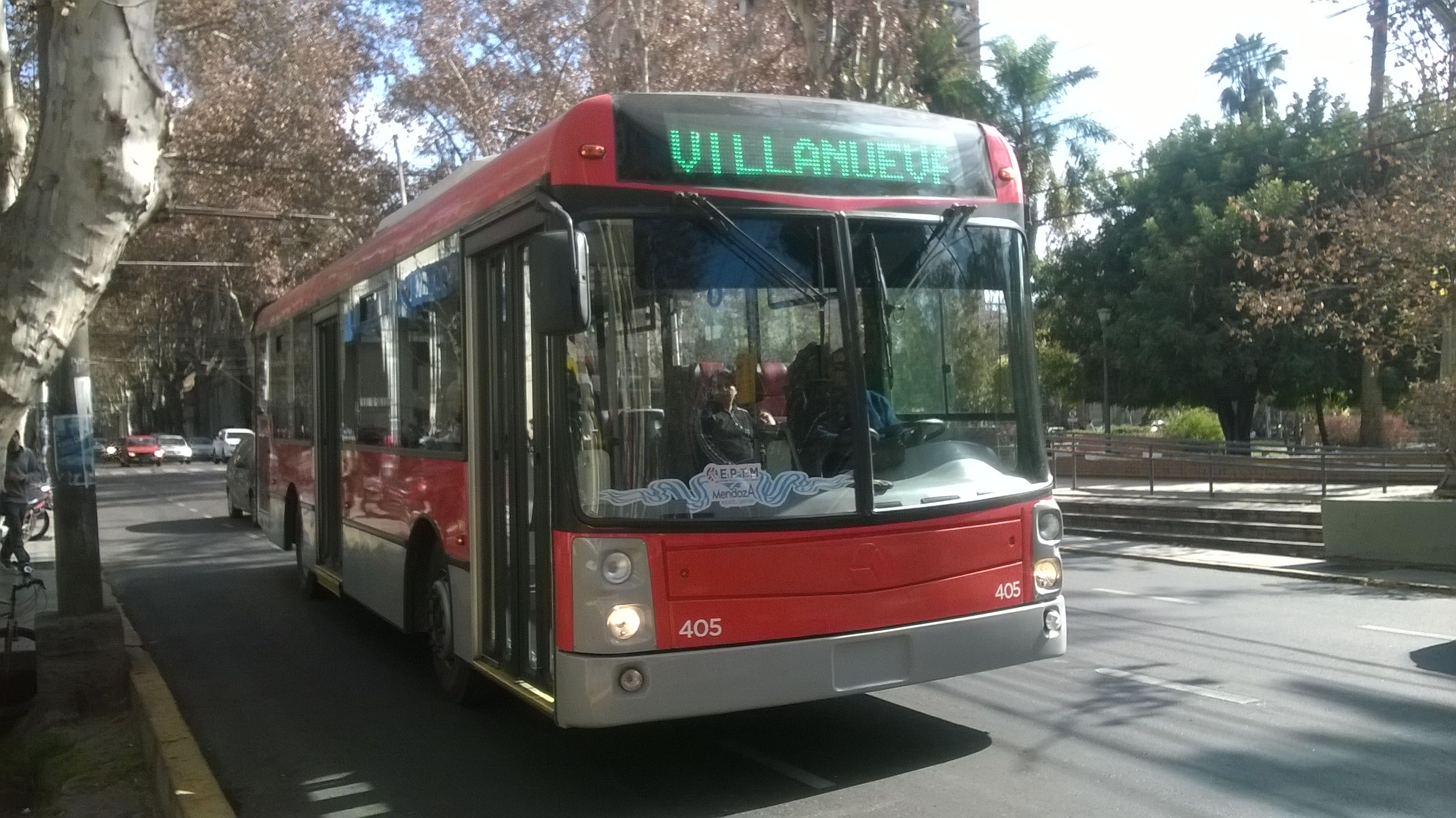
"Materfer Aguila Trole Bus"

### 農業機械製品
- 落花生などの収穫機"AGRITEC 19"はトラクターに牽引されて使用される。従来の収穫機に比べ収穫量を増やしたほか、いかなる環境でも最良の収穫ができる仕組みとなっている。

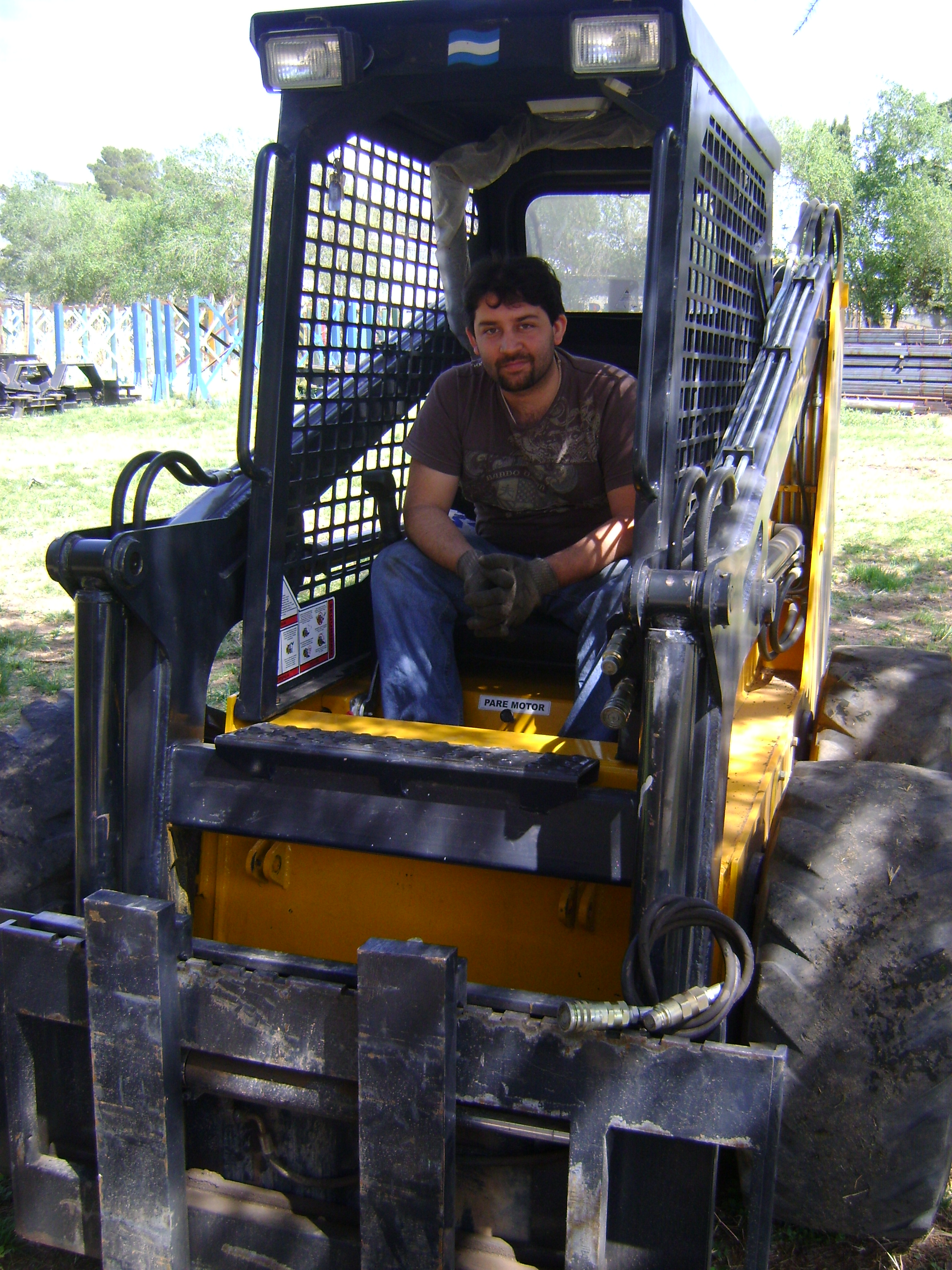
小型掘削機

- 小型掘削機なども製造する。

## 参考
1. ↑  その鉄道車両部門は、すでにアルストムに買収されている。
2. ↑  これは1948年から1993年まで存在した初代のアルゼンチン国鉄であり、2008年以降の二代目（SOFSE、鉄道運営組織国営会社）とは異なる。
3. ↑  https://portaldetrenes.com.ar/site/coches-motor-fiat-familia-numerosa-acento-italiano-primera-parte/
4. ↑  http://www.laautenticadefensa.net/9125
5. ↑  https://rapidoamoron.blogspot.com/2009/07/en-un-excelente-y-completisimo-trabajo.html
6. ↑  https://latragediadequeronque.wordpress.com/2013/11/21/los-trenes-de-la-muerte/
7. ↑  https://www.anred.org/2015/07/23/relato-de-una-revolucion-que-nunca-existio-parte-ii/
8. ↑  https://desarrolloydefensa.blogspot.com/2008/07/recordando-al-coche-motor-liviano.html?m=1
9. ↑  https://misdiasenlavia1.blogspot.com/2015/04/coches-motores-livianos-materfer.html?m=1
10. ↑  https://www.lanacion.com.ar/economia/la-ex-firma-materfer-duplica-su-personal-nid424802 - LA NACION.com
11. ↑  https://lbsenimagenes1.blogspot.com/2010/02/cm001-cr001-en-deposito-tapiales.html - lbsenimagenes1
12. ↑  https://wwwcronicaferroviaria.blogspot.com/2013/12/tranfieren-el-coche-motor-materfer-001.html - cronicaferroviaria
13. 1 2 3  http://www.materfer.com/ferroviario-coche-motor-cmm4002.php - Materfer
14. ↑  韓国鉄道7100形ディーゼル機関車とは兄弟形式に当たる。
15. ↑  https://desarrolloydefensa.blogspot.com/2016/01/materfer-vuelve-fabricar-locomotoras.html
16. ↑  http://www.materfer.com/ferroviario-locomotora-mtf300.php
17. 1 2  http://www.materfer.com/colectivos-carroceria-aguila-bus-urbano-low-entry.php - Materfer
18. ↑  http://www.materfer.com/colectivos-carroceria-md-128.php - Materfer
19. ↑  http://www.materfer.com/colectivos-chasis-tu-1115-le.php - Materfer
20. ↑  http://www.tecnotren.com/ - TecnoTren
21. ↑  https://wwwcronicaferroviaria.blogspot.com/2016/02/tengamos-presente-el-arenero.html - CRONICA FERROVIARIA.COM
22. ↑  https://www.alstom.com/press-releases-news/2000/6/alstom-to-take-majority-stake-in-fiat-ferroviaria - Alstom
23. ↑  この戦闘機部門は合併元の一つであるIMAMから引き継がれた。